# 독일의 전략 폭격 (제1차 세계 대전)
제1차 세계 대전 중 독일 제국의 공습은 주로 영국을 대상으로 이루어졌다. 수상 비행기의 몇 차례 공격 이후, 주요 공습은 1915년 1월 비행선으로 시작되었다. 휴전 전까지 해군 항공대 (Marine-Fliegerabteilung)와 독일 제국 공군 (Die Fliegertruppen des deutschen Kaiserreiches)은 50회 이상의 폭격 임무를 수행했다. 이 공습은 일반적으로 영국에서 체펠린 비행선 공습으로 불렸지만, 쉬테-란츠 비행선도 사용되었다.
날씨와 야간 비행으로 인해 비행선 항법과 정확한 폭격이 어려웠다. 폭탄은 종종 목표물에서 수 마일 떨어진 곳에 떨어졌고 (런던 공습은 헐을 공격하기도 했다), 군사 시설을 맞추는 것은 운에 맡겨야 했다. 민간인 사상자는 체펠린 비행선을 증오의 대상으로 만들었다. 영국의 방어 조치로 인해 비행선 공습은 훨씬 위험해졌고, 1917년에는 비행기로 대부분 대체되었다. 공습의 군사적 효과는 미미했지만, 경각심을 불러일으키고 산업 생산을 방해하며 서부 전선에서 자원을 전용하게 만들었다. 공습 방어 수행에 대한 우려, 즉 해군본부와 육군부 간에 책임이 나뉘었던 것이 얀 스뮈츠 휘하의 의회 조사와 1918년 4월 1일 영국 왕립 공군 (RAF) 창설로 이어졌다.
제1차 세계 대전 중 비행선은 영국에 51회 폭격 임무를 수행하여 557명이 사망하고 1,358명이 부상당했다. 비행선은 5,806개의 폭탄을 투하하여 1,527,585파운드의 피해를 입혔다. 84대의 비행선이 참여했으며, 그중 30대가 격추되거나 사고로 손실되었다. 비행기는 52회 공습을 수행하여 73.5 LT (75 t) 무게의 폭탄 2,772개를 투하했으며, 62대의 항공기를 잃고 857명을 살해하고 2,058명에게 부상을 입혔으며, 1,434,526파운드의 피해를 입혔다. 독일의 폭격은 일부 작가들에 의해 제2차 세계 대전의 블리츠에 빗대어 최초의 블리츠라고 불렸다. 영국이 개발한 방어 조직은 제2차 세계 대전에서 사용된 지상관제 요격 시스템의 전조가 되었다.

## 1914년

### 초기 독일 장거리 폭격

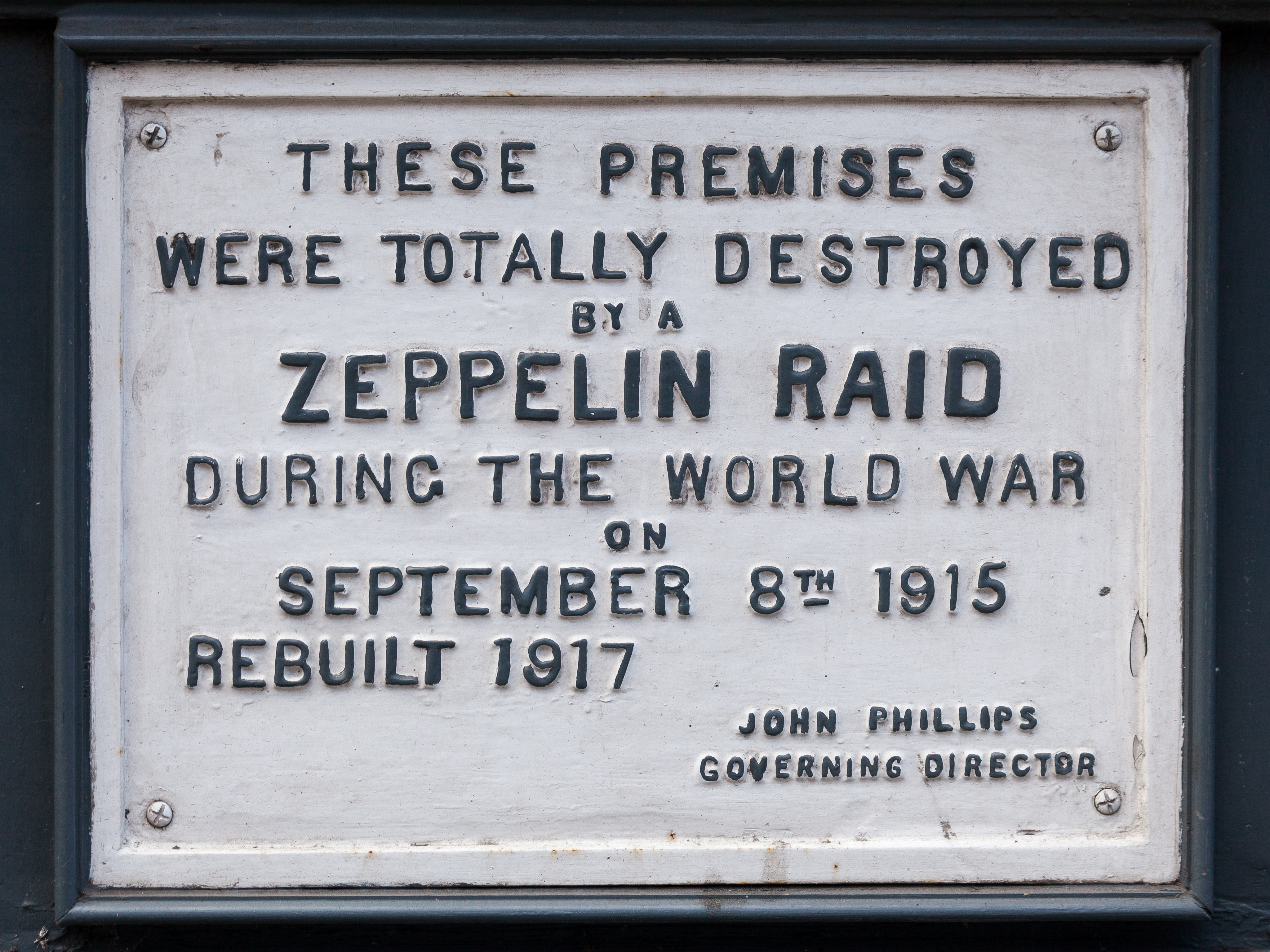

1914년 8월 6일, 독일 육군 체펠린 Z VI가 벨기에의 리에주를 폭격하여 민간인 9명이 사망했다. 8월 25일과 9월 2일 안트베르펜에 대한 야간 공격으로 10명이 더 사망했다. 전쟁 첫 달, 독일은 신형 장거리 항공기가 확보되면 영국 해협 항구 폭격에 사용될 엘리트 공군 부대의 위장 명칭인 오스텐더 전서구 분견대 (Brieftauben Abteilung Ostende)를 빌헬름 지게르트 소령의 지휘 하에 창설했다. 전쟁 초기 몇 달 동안, 타우베를 조종하는 독일 조종사가 파리에 정기적으로 폭탄을 투하했다. 첫 공습은 5개의 작은 폭탄과 파리와 프랑스 국가의 즉각적인 항복을 요구하는 메모로 구성되었다. 서부 전선이 안정되기 전, 독일 항공기는 파리에 여러 차례 공습을 감행하여 노트르담 대성당을 약간 손상시켰다. 영국에 대한 첫 폭격은 해협 항구에 대한 교란 공격이었다. 독일 언론 보도는 10월 27일에 수행된 공습을 언급하지만, 이 날짜에 영국 기록에는 사건이 없다.

### 영국에 대한 첫 공격

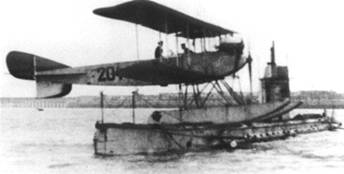

영국에 대한 첫 확실한 공습은 12월 21일에 발생했다. 날씨는 흐리고 남풍이 약하게 불었으며 비가 내렸다. 오후 1시, 제1 해상 항공대 (I. Seeflieger-Abteilung) 소속의 프리드리히샤펜 FF.29 수상 비행기 203호가 4개의 2 kg (4.4 lb) 폭탄을 싣고 도버의 해군 부두 근처 바다에 2개의 폭탄을 투하했다. 조종사는 항공 조종사 소위 스테판 폰 프라우진스키였고, 관측병은 해군 소위후보생 루드비히 폰 프랑켄베르크 운트 프로슐리츠였다. 12월 24일 날씨는 흐리고 약간 안개 낀 북동풍이 불었다. 프라우진스키와 프랑켄베르크가 탄 FF.29 204호가 도버 상공에 높이 나타났다. 토미 터슨은 자신의 정원에서 크리스마스 저녁 식사를 위해 브뤼셀 스프라우트를 따고 있었는데, 하늘의 물체가 빠르게 지나간 후 정원이 폭발하여 그를 넘어뜨렸고, 그는 얕은 부상을 입었다. 그가 일어서자 스프라우트가 있던 자리에 10 피트 (3.0 m) x 4 피트 (1.2 m)의 구덩이가 보였다. 폭발 근처 집들의 창문이 깨졌고, 사다리 위에서 홀리를 따던 이웃 제임스 뱅크스는 땅에 내동댕이쳐졌다. 항공기는 도버 성 근처에 폭탄을 떨어뜨려 일부 유리창을 깨뜨렸다. 영국 조종사가 이륙했지만 항공기를 찾지 못했다.
크리스마스는 맑고 남남서풍이 약하게 불었다. 오후 12시 35분, 프라우진스키와 프랑켄베르크는 FF.29 203호에 다시 나타나 시어네스 상공 7,000 ft (2,100 m)에서 대공포의 사격을 받으며 템스 강을 따라 비행했으며, 이스트처치와 그레인섬 기지에서 이륙한 세 대의 항공기가 추격했다. 영국 왕립 항공대 (RFC) 제7 비행대 소속의 빅커스 F.B.4 (건버스 664호)는 몬태규 치드슨 소위와 포수 마틴 상병이 조종했으며, 에리스 근처에서 침입자를 추월하여 퍼플리트 상공에서 공격했다. 두 항공기는 대공포의 22발 사격에 맞서 회피 기동을 펼쳤다. F.B.4에 장착된 비커스 기관총이 걸려 마틴은 비행선 공격용으로 비축된 9발의 소이탄이 장전된 기총에 의존했다. 마틴은 FF.29의 조종석 주변에 세 발을 맞혔다. 독일 조종사는 급강하하여 피했고, 영국 항공기는 엔진 고장을 겪어 이스트처치에 활공하여 착륙했다. 귀환 도중 독일 조종사는 클리프역에 두 발의 폭탄을 무해하게 떨어뜨리고 바다로 날아갔다.

## 1915년

### 독일의 계획

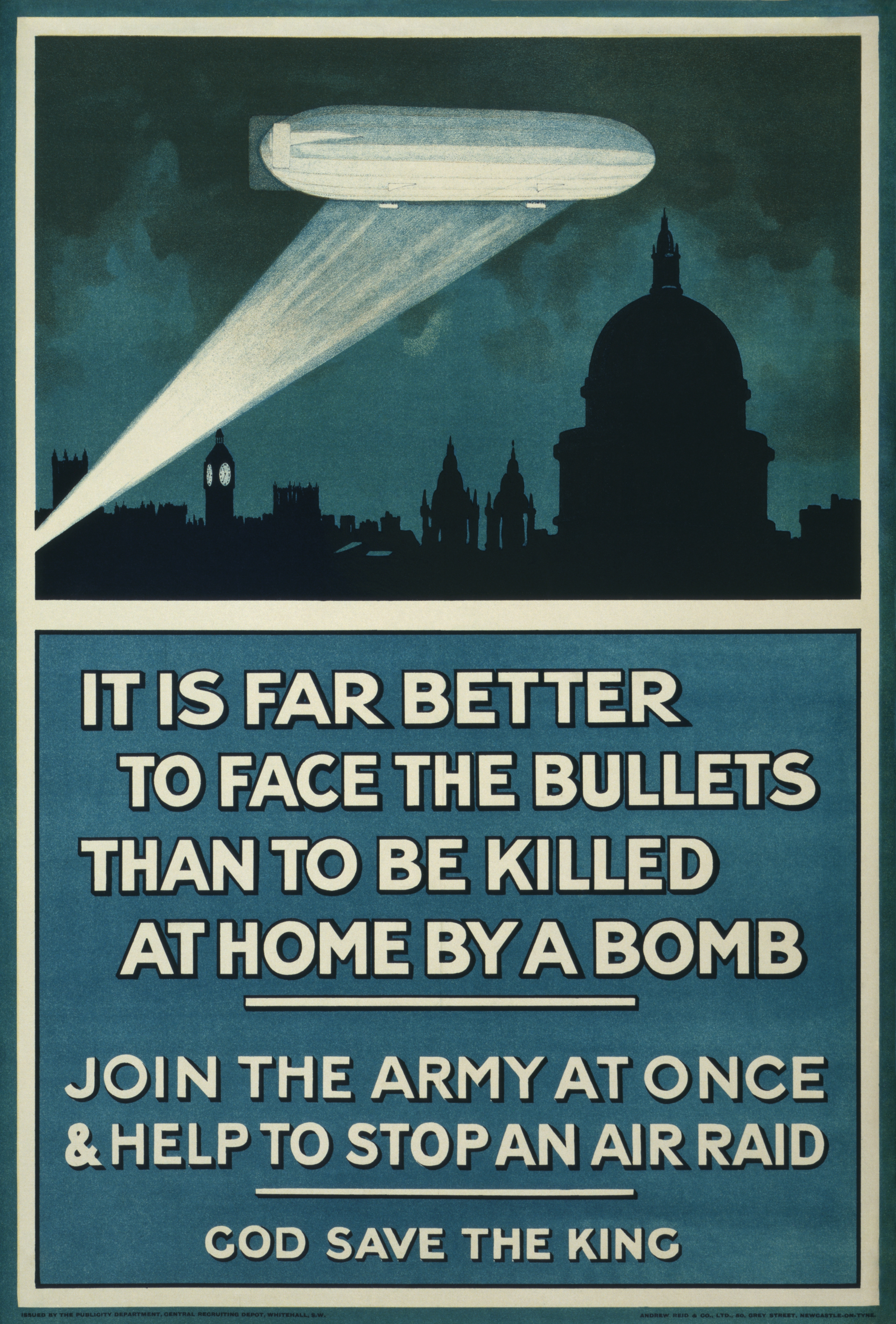

영국 폭격 제안은 1914년 8월 독일 해군 참모부 부장 파울 벤케가 처음 제기했다. 이 제안은 알프레트 폰 티르피츠가 지지했으며, 그는 다음과 같이 썼다.
성공의 척도는 적에게 가해질 피해뿐만 아니라 적의 전쟁 지속 의지를 약화시키는 데 미칠 중대한 영향에도 있을 것이다.

이 작전은 1915년 1월 7일 카이저의 승인을 받았다. 카이저는 처음에는 영국 왕실 가족에 있는 친척들이 다칠 것을 우려하여 런던 공격을 금지했다. 1915년 1월 13일 날씨 때문에 포기된 실패한 시도 이후, 첫 성공적인 시도는 1915년 1월 19일/20일 밤에 이루어졌다. 두 대의 체펠린이 험버강 어귀 근처 목표물을 공격할 예정이었으나 강풍으로 인해 남쪽으로 방향을 틀어 그레이트야머스, 셰링엄, 킹스린 및 주변 노퍽 마을에 폭탄을 투하했다. 두 대의 영국 항공기가 이륙했지만 비행선을 찾지 못했으며, 4명이 사망하고 16명이 부상당했다. 금전적 피해는 7,740파운드로 추정되었다
이 공습은 독일 요원들이 자동차 헤드라이트를 사용하여 체펠린을 목표물로 유도했다는 선정적인 이야기를 불러일으켰다. L8의 런던 폭격을 위한 첫 해군 시도는 악천후로 인해 실패했다. 첫 시도는 2월 26일에 이루어졌지만 역풍으로 인해 중단되었다. 두 번째 시도는 비행선이 구름 아래로 내려와 위치를 확인하다가 오스텐더 근처 벨기에군 진지 위에 있는 자신을 발견하면서 끝났다. 체펠린은 소총탄 세례를 받아 구멍투성이가 되었고 티넌 근처에 착륙하여 강풍으로 파괴되었다. 3월 17일 육군 비행선 4대가 참여한 공습은 안개에 부딪혀 중단되었고, 한 대의 비행선은 칼레를 폭격하고 착륙 중 손상되었다. 3월 20일 나머지 육군 비행선 3대는 파리를 폭격하기 위해 출발했으며, 한 대는 귀환 도중 손실되었다. 4월 14일과 15일 해군 공습 두 차례는 악천후로 실패했으며, 더 유능한 P급 체펠린이 운용될 때까지 추가 시도를 연기하기로 결정했다.

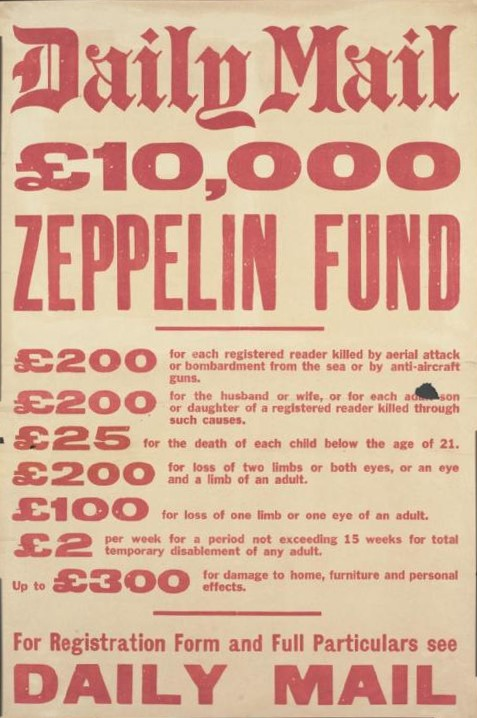

육군은 첫 P급 체펠린인 LZ38(하우프트만 에리히 린나르츠)을 받았으며, 4월 29일/30일 입스위치를, 5월 9일/10일 사우스엔드를 공습했다. 2월 12일자 황실 명령은 런던 부두 폭격을 승인했으며, 이는 독일 총참모부에 의해 채링크로스 동쪽의 목표물 폭격을 허용하는 것으로 해석되었다. 이 해석은 1915년 5월 5일 카이저에 의해 공식적으로 승인되었다. LZ38은 5월 16일/17일 도버와 램스게이트도 공격했으며, 도버 상공 오전 2시 25분에 서치라이트에 의해 처음으로 조명되었다. 대공포 사격으로 린나르츠는 폭탄을 옥스니에 투하했지만 효과는 없었다.
영국 해군 항공대 (RNAS)의 캐나다인 비행 준위 레드포드 멀록은 웨스트게이트온시에서 애브로를 조종하여 두 개의 소이탄과 두 개의 수류탄을 싣고 LZ38이 폭격하는 동안 따라잡았다. 린나르츠는 멀록이 공격하기 전에 체펠린에게 급상승하라고 명령하고 북쪽으로 돌아서 굿윈 샌즈 위로 떠다녔으나, 엔진 문제로 인해 본국으로 돌아가야 했다. 멀록은 체펠린을 따라 꾸준히 7,000 ft (2,100 m)까지 상승하여 웨스트 힌더 등대선까지 갔지만 따라잡을 수 없었다.
LZ38은 5월 26일/27일 사우스엔드를 다시 공격하여 70개의 폭탄을 투하하여 3명이 사망하고 3명이 부상당했으며 건물 피해는 없었다. 5대의 항공기가 요격하기 위해 이륙했지만 비행선을 찾지 못했으며, 2대는 착륙 중 손상되었다. 이 4차례의 공습으로 6명이 사망하고 6명이 부상당했으며, 재산 피해는 16,898파운드로 추정되었다. RNAS 항공기는 LZ38을 두 차례 요격하려고 시도했지만, 항공기가 체펠린보다 더 높이 상승하거나 이미 너무 높은 고도에 있어 요격할 수 없었다. B.E.2는 약 500 ft (150 m)/분의 상승률을 가졌다.
5월 30일/31일 밤, 린나르츠는 LZ38을 지휘하여 첫 런던 공습을 감행했다. LZ37도 공습에 참여할 예정이었으나 초기에 손상되어 나뮈르로 돌아갔다. 에베르에서 비행한 LZ38은 오후 9시 42분 마게이트 근처 영국 해안을 건너 사우스엔드 상공에서 서쪽으로 방향을 틀었다. 런던 경찰은 오후 11시경 공습 경고를 받았고, 몇 분 후 작은 소이탄들이 떨어지기 시작했다. 25 lb (11 kg) 무게의 이 장치는 테르밋으로 채워져 있었고 외부에는 타르가 칠해진 로프가 감겨 있었다. 스토크 뉴잉턴에서 남쪽으로 스텝니, 그리고 북쪽으로 레이턴스톤에 이르는 선을 따라 약 120개의 폭탄이 투하되었다. 7명이 사망하고 35명이 부상당했으며, 41건의 화재가 발생하여 7채의 건물이 전소되었고 총 피해액은 18,596파운드로 평가되었다. 독일군이 항법에 어려움을 겪고 있다는 것을 알고, 정부는 언론이 공식 성명서에 언급되지 않은 공격에 대해 보도하는 것을 금지하는 D 통보를 발표했다. 이전 언론 보도에는 폭탄이 떨어진 위치에 대한 자세한 정보가 포함되어 있었다. 침입자들에 맞서 15번의 출격이 이루어졌으나, 단 한 번만이 비행선과 육안 접촉에 성공했다. 지상 대포는 발사되지 않았고 서치라이트는 비행선을 찾지 못했으며, 한 명의 영국 조종사가 착륙 중 사망했다.

해군 비행선도 런던을 공습하려고 시도했다. 6월 4일 강풍으로 인해 L10의 지휘관이 위치를 오인하여 그레이브젠드를 폭격했다. L9도 6월 6일/7일 밤 날씨 때문에 경로를 이탈하여 런던 대신 헐을 공격하여 상당한 피해를 입혔다. 같은 밤, 육군 체펠린 3대도 날씨 때문에 공습에 실패했다. 비행선들이 에베르로 돌아갈 때, 벨기에 푀르너에서 날아온 RNAS 항공기들을 만났다. LZ38은 지상에서 파괴되었고, LZ37은 레지날드 워네포드의 모란 파라솔에 의해 공중에서 요격당하여 체펠린에 6개의 20 lb (9.1 kg) 헤일스 폭탄을 투하하여 불을 붙였다. LZ37은 신트-아만즈베르그 수녀원 학교에 추락했다. 수녀 2명과 체펠린 승무원 중 1명을 제외한 전원이 사망했다. 워네포드는 이 공로로 빅토리아 십자훈장을 받았고, 체펠린은 벨기에 기지에서 철수했다.
6월 15일/16일 L10의 타인사이드에 대한 비효율적인 공격 이후, 짧은 여름밤은 몇 달 동안 추가 공습을 단념시켰고, 남아있는 육군 체펠린은 동부 및 발칸 전선으로 재배치되었다. 해군은 8월에 영국에 대한 공습을 재개했다. 8월 9일/10일, 4대의 체펠린이 런던을 목표로 했지만, 아무도 목표물에 도달하지 못했고 L12는 도버 근처에서 지상 사격으로 손상되어 제브루게 앞바다에 추락했다. RNAS 항공기의 8차례 공격에도 불구하고, 비행선은 오스텐더로 견인되어 해체되었다. 4대의 체펠린 공습은 8월 12일/13일에 반복되었다. 다시 한 대의 비행선인 L10만이 착륙하여 하위치에 폭탄을 투하했다. 세 번째 4대의 체펠린 공습은 8월 17일/18일 런던에 도달하려고 시도했지만, 2대는 기계 문제로 돌아섰고, 1대는 울리치라고 생각하여 애슈퍼드를 폭격했으며, L10은 런던에 도달한 최초의 해군 비행선이 되었다. L10은 항법 오류에 시달려 리아 계곡의 저수지를 템스 강으로 착각하고 월섬스토와 레이턴스톤을 폭격했다. 10명이 사망하고 48명이 부상당했으며, 재산 피해는 30,750파운드로 추정되었다. 대공포가 L10에 발사되었고 몇 대의 항공기가 추격했지만, 체펠린은 손상되지 않았다. L10은 2주여 후에 쿡스하펜 앞바다에서 번개를 맞아 불에 타서 모든 승무원과 함께 손실되었다.

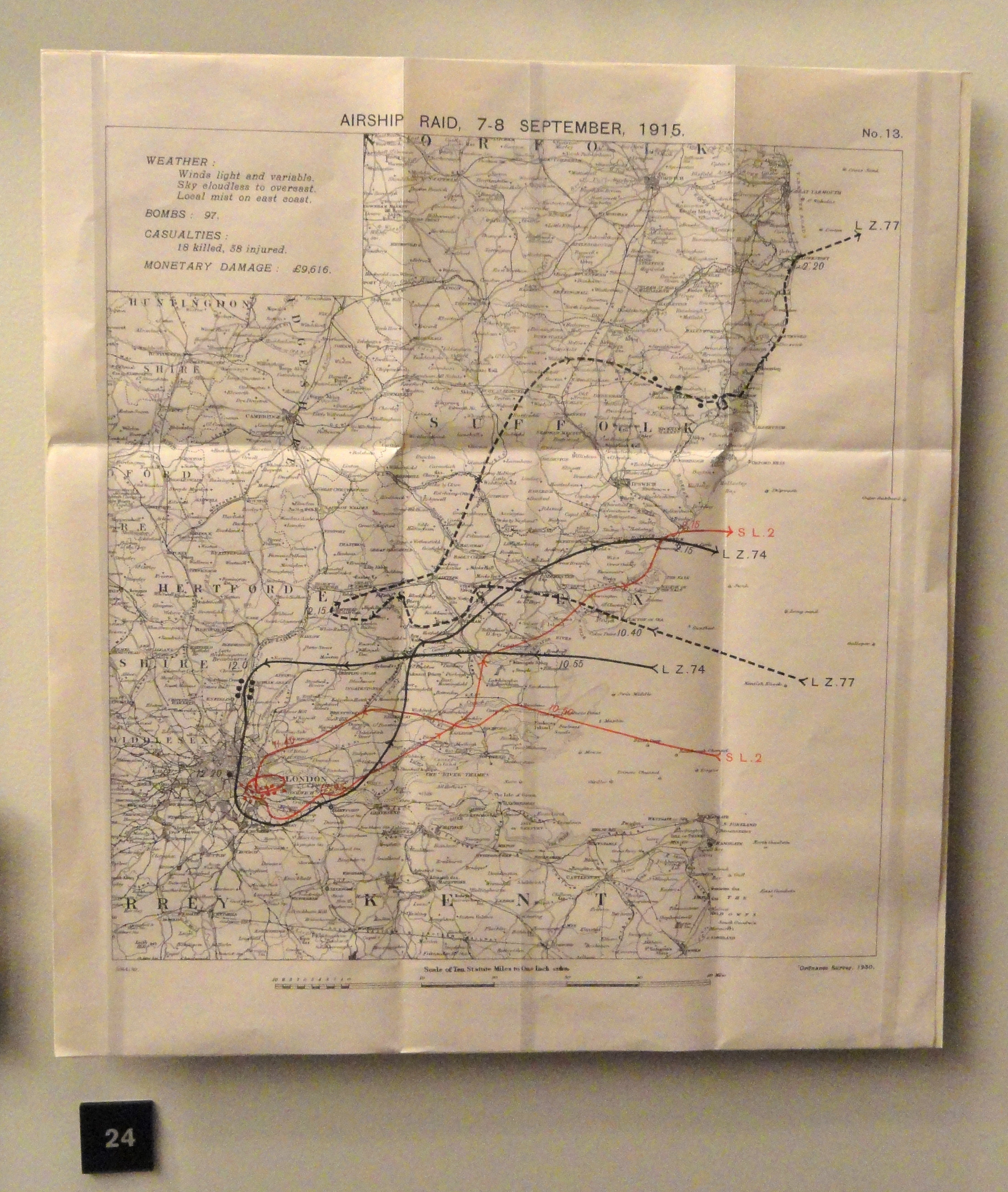

육군 체펠린 2대가 9월 7일/8일 런던을 폭격했다. SL2는 도그 섬, 뎁트퍼드, 그리니치 및 울리치에 폭탄을 투하했으며, LZ74는 접근 중 무게를 줄이기 위해 폭탄을 투하해야 했고, 체스헌트에 39개의 폭탄을 흩뿌린 후 런던으로 향하여 버몬드세이, 로서히스 및 뉴 크로스에 폭탄을 투하했다. 18명이 사망하고 28명이 부상당했으며, 재산 피해는 총 9,616파운드였다. 안개와 연무로 인해 영국 항공기는 이륙하지 못했지만, 대공포는 LZ74를 향해 발사되었지만 효과는 없었다. 이러한 공습은 군사적으로 큰 영향을 미치지 않았지만, 심리적 효과는 상당했다. 해군은 다음날 밤 육군의 성공을 이어가려고 시도했다. 3대의 체펠린은 런던을 목표로 했고, L9 (해군 대위 뢰브)는 스킨닝그로브 철공소의 벤젠 공장을 목표로 했다. L9은 오후 9시 15분경 포트 멀그레이브 해안, 휘트비와 케틀네스 사이에 도착하여 6개의 폭탄을 투하했지만 결과는 없었다. 체펠린은 오후 9시 35분 철공소에 도착하여 9개의 고폭탄과 12개의 소이탄을 투하하여 벤젠 건물에 소이탄을 명중시켰지만 내부로 침투하지 못했다. 고폭탄 하나가 10 ft (3.0 m) 이내에 떨어져 수도 및 전기 공급을 끊었지만 45,000 imp gal (200,000 l)은 영향을 받지 않았다. 또 다른 폭탄은 TNT 저장고를 맞췄지만 폭발하지 않았다. L9은 오후 9시 45분 샌드센드에서 귀환 길에 해안을 건넜으며, 레드카에서 이륙한 3명의 RNAS 조종사가 접촉에 실패했다.
L11은 엔진 문제로 일찍 돌아섰다. L13 (해군 대위 하인리히 마티)과 L14 (예비군 해군 대위 뵈커)는 함께 북해를 건넜다. 무장 트롤선 2척이 하이스버러 등대선 근처에서 기다리고 있었고, L14를 낮은 고도에서 포착했다. 트롤선 중 한 척이 QF 1파운드 '포옴-포옴'으로 8발을 발사하여 뵈커는 가벼운 순양함에 맞았다는 인상을 받고 급상승한 후 북쪽으로 방향을 틀었다. 곧이어 L13도 트롤선을 만났고, 트롤선은 발포했다. L14는 크로머에서 영국에 도달한 후 엔진 문제를 겪었고, 노리치를 폭격했지만 빌라우, 이스트 데레햄 및 스카닝에 떨어졌다. 이스트 데레햄에서는 4명이 사망하고 7명이 부상당했으며, 물질적 피해는 없었다. L13은 더 워시에 상륙하여 맑은 하늘 아래 런던으로 직행하여 오후 10시 40분 골더스 그린을 폭격했다. 유스턴에서 L13은 다시 폭격하기 시작했다. 폭탄 적재량에는 가장 큰 660 lb (300 kg) 폭탄이 포함되어 있었는데, 이 폭탄은 스미스필드 시장 근처 바솔로뮤 클로즈에서 폭발하여 여러 채의 집을 파괴하고 두 명의 남성을 살해했다.
세인트폴 대성당 북쪽의 직물 창고에 더 많은 폭탄이 떨어져 화재가 발생했으며, 22대의 소방차가 출동했음에도 불구하고 50만 파운드 이상의 피해를 입혔다. 마티는 동쪽으로 방향을 틀어 남은 폭탄을 리버풀 스트리트역에 투하했으며, 15개의 고폭탄과 55개의 소이탄이 투하되었다. 9,000 ft (2,700 m) 상공에 있던 체펠린은 서치라이트에 반복적으로 포착되었고, 런던의 모든 26개의 대공포가 발사되어 마티는 지그재그로 비행하며 11,000 ft (3,400 m)까지 상승했다. 모든 포탄은 너무 낮게 폭발했으며, 떨어지는 포탄 파편은 지상에 경고와 피해를 주었다. 야머스에서 3명의 RNAS 조종사가 이륙했지만, L13이 바다로 향할 때쯤 이미 착륙했다. 비행 준위 G. W. 힐리어드는 백턴에 착륙하여 기내 폭탄이 폭발하면서 사망했다. 비행 중위 J. M. R. 크립스는 엔진 고장으로 추락하여 항공기가 착륙하기 직전에 뛰어내려 부상 없이 살아남았으며, 항공기는 거의 손상되지 않았다. 이 공습으로 22명이 사망하고 87명이 부상당했으며, 534,287파운드의 금전적 피해는 전쟁 중 폭격으로 인한 총 피해액의 6분의 1 이상이었다.

#### 극장가 공습
세 차례의 공습이 날씨 때문에 흩어진 후, 극장가 공습으로 알려진 체펠린 5대 공습이 10월 13일 해군에 의해 개시되었다. 오후 6시 30분경 노퍽 해안에 도착한 체펠린은 런던 근처에서 퍼시 스콧 제독이 9월 공습 이후 설치한 새로운 런던 방공 지역 방어 체계와 마주쳤는데, 여기에는 반스 커먼, 킹스 크로스 및 돌리스 힐의 새로운 3인치 포가 포함되었다. 새로운 포대는 비효율적이었지만, 비행선 지휘관들은 도시의 방어력 향상에 대해 언급했다. 브록스번 근처의 13파운드 포는 L15에서 투하된 3개의 폭탄에 의해 파괴되었으며, L15는 런던으로 계속 날아가 채링크로스 상공에서 폭격을 시작했다. 첫 폭탄은 라이시움 극장과 엑서터 및 웰링턴 거리 모퉁이를 강타하여 17명이 사망하고 20명이 부상당했다. 홀본에 더 많은 폭탄이 투하되었고, 비행선이 무어게이트에 접근하자 명예 포병 회사 (Honourable Artillery Company) 부지에 배치된 해군 병사들이 조종하는 트럭에 장착된 새로운 프랑스 75mm 대공포의 공격을 받았다.
L15는 재빨리 밸러스트를 투하하고 3개의 폭탄만을 더 떨어뜨린 후 (그중 하나는 올드게이트 하이 스트리트에 떨어져 큰 피해를 입혔다) 엔진 손상을 입은 채 출발했다. L13은 나중에 길퍼드와 울리치 근처를 폭격했다. L14는 폴크스톤 근처의 오터풀 육군 막사에 폭탄을 투하하여 14명의 군인을 살해하고 12명에게 부상을 입혔으며, 나중에 톤브리지와 이스트 크로이던을 폭격했다. L16과 L11은 훨씬 더 경로를 벗어났다. L16은 하트퍼드에 최대 50개의 폭탄을 투하했고, L11은 노퍽에 몇 개의 폭탄을 흩뿌린 후 본국으로 돌아갔다. 총 71명이 사망하고 128명이 부상당했다. 이것이 1915년의 마지막 공습이었는데, 1915년 11월과 12월의 신월 기간과 1916년 1월까지 악천후가 계속되었기 때문이다.

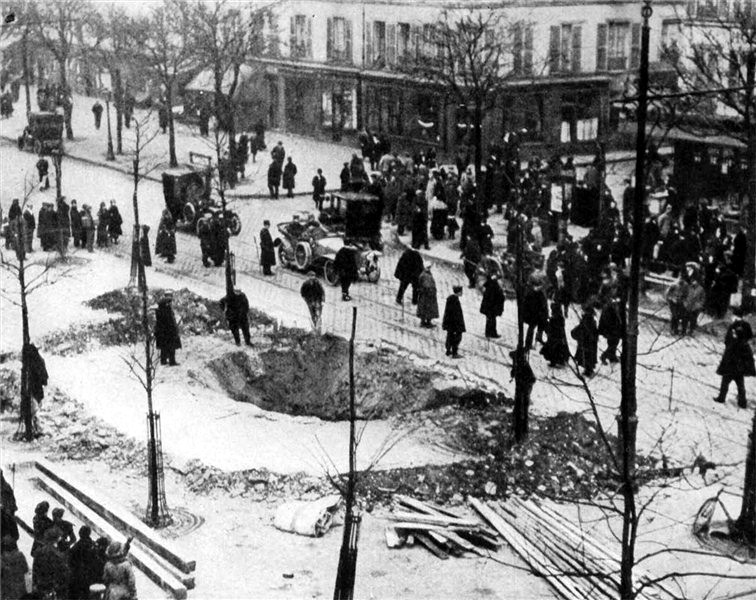

1915년 12월, 더 많은 P급 체펠린과 새로운 Q급 비행선 중 첫 번째가 인도되었다. Q급은 P급보다 더 크고 585 ft (178 m)로 늘어났으며, 가스 주머니 2개가 추가되어 비행 고도와 폭탄 적재량을 향상시켰다. 영국의 방어 조치 개선으로 공습이 더 위험해졌고, 몇 대의 비행선이 파괴되었다. 1916년 중반까지 영국에는 271문의 대공포와 258개의 서치라이트가 있었다. 개선된 비행 고도를 가진 새로운 유형의 체펠린은 독일의 기술적 우위를 회복했지만, 더 많은 비행 및 항법 문제를 야기했다. 고고도 비행에는 산소가 필요했고, 극심한 추위는 승무원의 피로와 더 많은 결함을 초래했다. 독일 기상학자들은 고고도에서 예상되는 다양한 풍속 조건을 제대로 파악하지 못했다. 체펠린에 대한 방어는 무질서했고, RNAS와 RFC 사이에 나뉘어 있었다. 해군은 해안에 접근하는 적 비행선을 교전했고, 체펠린이 육상에 진입하면 RFC가 책임졌다. 육군부는 체펠린이 소이탄으로부터 자신을 보호하기 위해 불활성 가스층을 사용한다고 믿었으며, 폭탄 대신 그러한 탄약 사용을 막았다. 1915년 중반 고스포트와 업에이번에서 소이탄 시험은 인상적이지 않았고, 폭발성 포메로이탄은 공식적인 관심을 거의 받지 못했다. 1916년 RFC가 하이스 스쿨 오브 머스케트리에서 폭발탄과 소이탄 혼합을 사용하여 수행한 실험은 유망했으며, 50만 발의 포메로이탄이 주문되었다. 포메로이, 브록 및 버킹엄 탄의 혼합은 방어 항공기에 첫 승리를 가져다주었다.

## 1916년

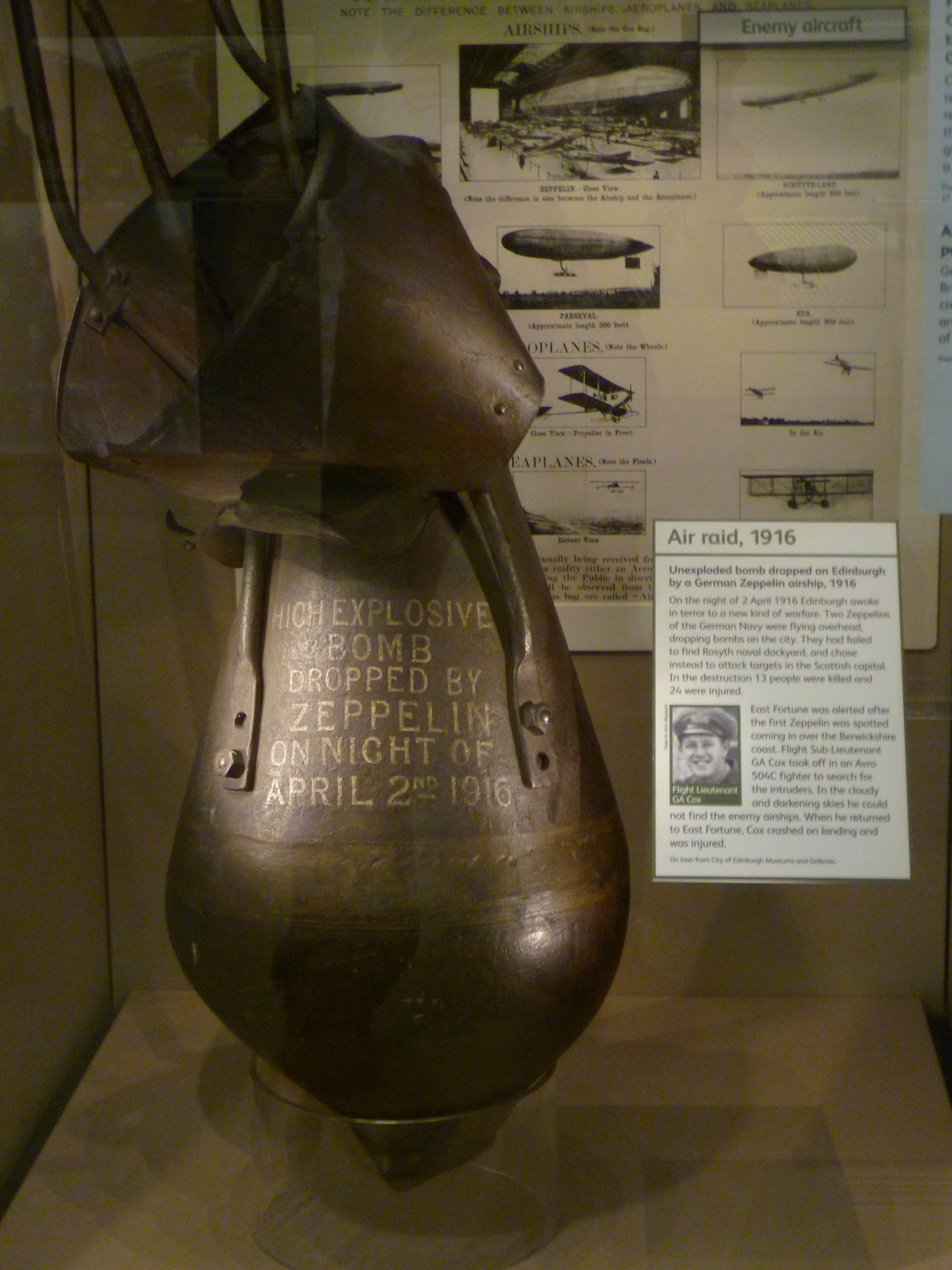

1916년의 첫 공습은 독일 해군에 의해 수행되었다. 9대의 체펠린이 1월 31일/2월 1일 밤 리버풀로 보내졌다. 악천후, 항법의 어려움, 기계적 문제로 인해 항공기가 블랙 컨트리 전역에 흩어져 팁턴, 웨든즈버리 및 월솔을 폭격했다. 61명이 사망하고 101명이 부상당한 것으로 보고되었다. 사망자 중 15명은 팁턴 마을에서 발생했다. L21(예비군 해군 대위 막스 디트리히)이 피해의 대부분을 야기했다. 지상 안개에도 불구하고 22대의 항공기가 체펠린을 찾기 위해 이륙했지만 아무도 성공하지 못했다. 6대의 항공기가 수리 불능으로 손상되었고 2명의 조종사가 착륙 사고로 사망했다.
L19(해군 대위 오도 뢰베)는 서프리슬란트 제도 해안에서 낮게 마지막으로 목격되었고 네덜란드군의 소총 사격을 받았다. 강풍으로 인해 비행선은 이륙할 수 없었고, 보르쿰에서 출격한 여러 항공기는 아무것도 찾지 못했으며 2대는 귀환하지 못했다. 2월 1일 해질녘, 어려움을 겪는 듯한 체펠린이 크로머 해안에서 보고되었다. 하위치 부대에서 여러 경순양함과 구축함을 보냈지만 아무것도 찾지 못했다. 그림즈비 트롤선 킹 스티븐호의 마틴 선장은 2월 3일 항구로 돌아와 2월 2일 오전 7시에 스펀 등대선 동쪽 약 120 mi (190 km) 지점 바다에서 가라앉는 L19를 보았다고 보고했다. 뢰베는 구조를 요청했지만, 트롤선 선장은 돈을 제안했음에도 불구하고, 8명의 승무원이 독일군에게 제압당할 것을 두려워하여 거절했다. 수색이 진행되었지만 아무것도 찾지 못했다.

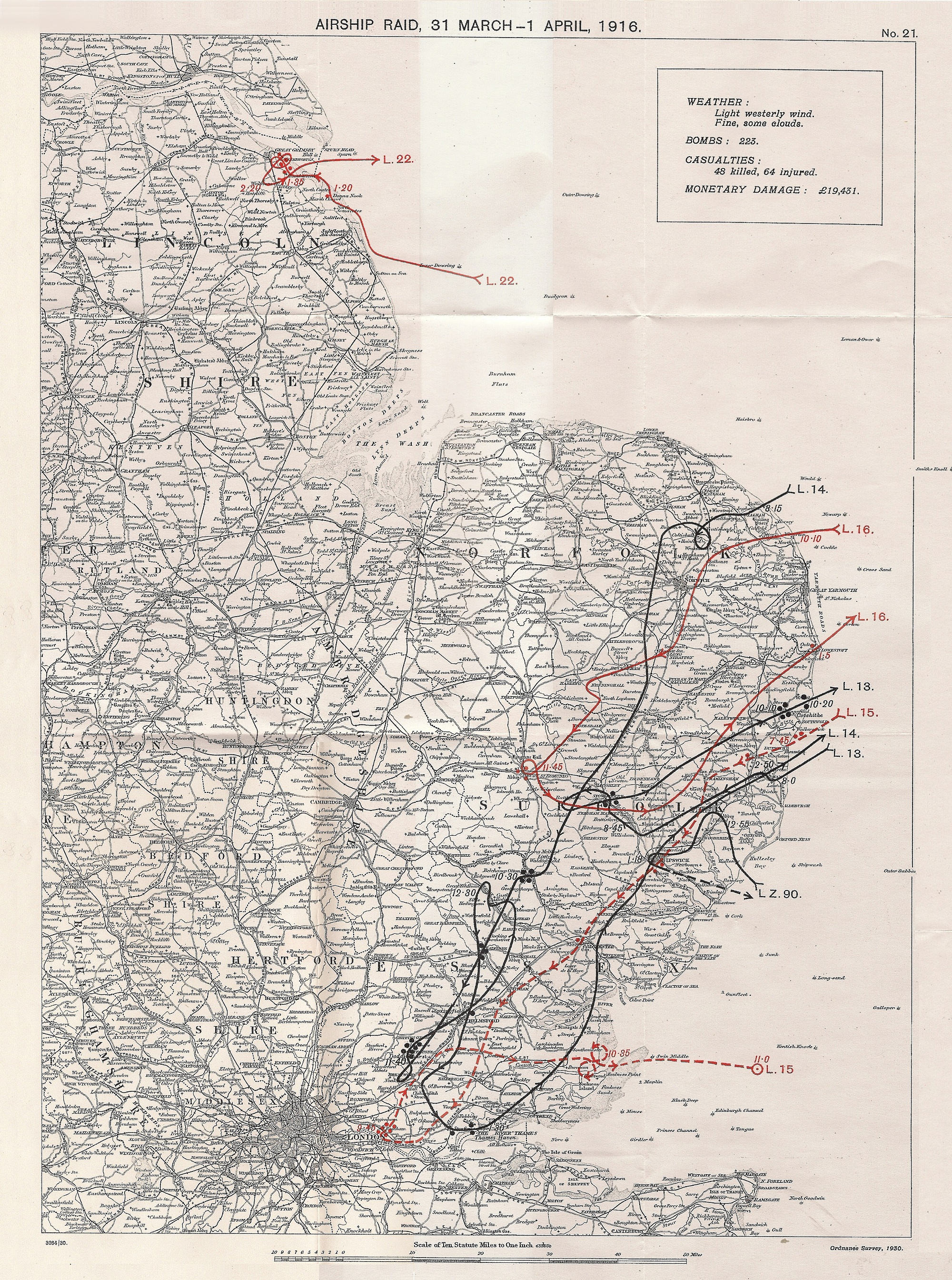

1916년 2월까지 10개 본토 방어 비행대가 조직되었으며, 런던 방어는 서턴스 팜과 헤인놀트 팜의 19 비행대 (1916년 4월 제39 (본토 방어) 비행대로 개칭되었으며, 1916년 8월에는 노스윌드 배싯 비행장도 배정받았다)에 할당되었다. 항공기 수는 다양했으며 2월에는 8개 비행대가 절반 미만이었고, 6월에는 비행대 수가 6개로 줄어들었으며 39 비행대만이 병력이 완비되었고 서부 전선에서는 구식이었지만 야간 전투에 적합한 안정적인 포대 역할을 하는 B.E.2c 항공기로 무장했다. 악천후와 해군 체펠린 대부분의 만성적인 기계적 불안정성 해결을 위한 철수로 인해 공습은 연기되었다. 3대의 체펠린이 3월 5일/6일 로사이스를 폭격하기 위해 출발했지만, 강풍으로 인해 헐로 방향을 틀어야 했고, 18명이 사망하고 52명이 부상당했으며 25,005파운드의 피해를 입혔다.
3월 19일, 고타 UWD 120과 프리드리히샤펜 FF.33 수상 비행기 4대가 정오에 제브루게에서 이륙하여 도버를 폭격했다. 오후 2시 40분, 랭턴 요새, 도버 성, 숄더 오브 머튼 포대 및 "수많은 창고와 병영"에 32개의 5 kg (11 lb) 폭탄을 명중시켰다. 폭격 임무를 마친 UWD는 방향을 틀어 S자 코스로 제브루게로 향했으며, 오후 4시 30분, 도버에 도달하고 돌아온 첫 항공기가 되었다. 코드롱 G.4와 몇 대의 소프위드 베이비 항공기가 남은 FF.33들을 요격하려고 시도했지만 실패했다.
3월 30일/4월 1일 밤, 해군 체펠린 7대와 육군 체펠린 3대가 동부 잉글랜드와 런던을 폭격하기 위해 출발했다. 대부분은 기계적 문제나 날씨 때문에 돌아섰다. L15는 클로드 리들리에게 요격당했지만, 그는 최대 사거리에서 몇 발을 발사하는 것 외에는 할 수 없었다. 체펠린은 퍼플리트 상공에서 대공포 사격으로 손상된 후 알프레드 브랜던에 의해 랭큰 다트로 공격받았다. 체펠린은 마게이트 근처 바다에 추락했으며, 승무원 한 명을 제외한 전원이 생존했다. 공습으로 사망한 48명 대부분은 클리소프스의 육군 막사에 떨어진 폭탄의 희생자였다. 다음날 밤, 날씨 때문에 런던에서 방향을 틀었던 해군 체펠린 2대가 잉글랜드 북부의 목표물을 폭격하여 22명이 사망하고 130명이 부상당했다.
4월 2일/3일 밤, 육군 및 해군 비행선 6대가 공습을 감행했다. 해군 비행선은 스코틀랜드 동부 해안의 로사이스 해군 기지와 포스교를 목표로 했고, 육군 체펠린은 런던을 공격했다. 어떤 비행선도 의도했던 목표물을 폭격하지 못했다. 13명이 사망하고 24명이 부상당했으며, 77,113파운드의 피해 대부분은 위스키로 가득 찬 리스의 창고 파괴로 인한 것이었다. 다음날 밤, 2대의 체펠린 공습은 악천후로 런던을 폭격하는 데 실패했으며, 사상자나 피해는 없었다. 4월 5일/6일 밤 북잉글랜드에 대한 또 다른 공습은 효과가 미미했다. 3대의 침입자 중 한 대는 기계적 문제로 돌아섰다. 스킨닝그로브의 철공소와 비숍 오클랜드 근처의 탄광이 폭격당하여 1명이 사망하고 9명이 부상당했다.

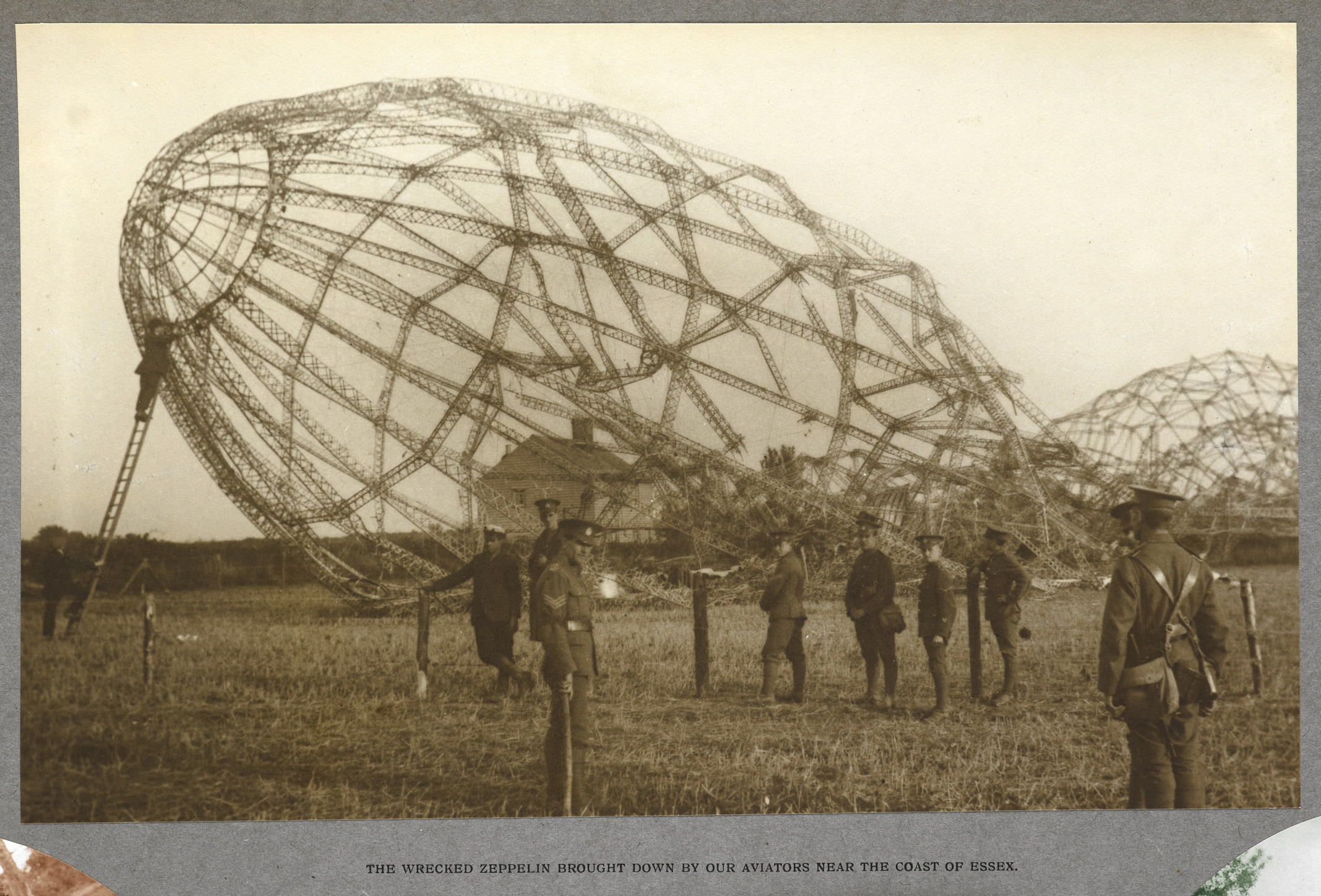

7월 28일/29일, 새로운 R급 체펠린 중 하나인 L31을 포함한 첫 공습이 이루어졌다. 이들은 200 m (660 ft) 길이로, 55,000 m3 (1,900,000 cu ft)의 용량을 가졌으며, 6개의 엔진으로 구동되어 13,000 ft (4,000 m)에서 운용할 수 있었고 최대 4 LT (4.1 t)의 폭탄을 운반할 수 있었다. 10대의 체펠린은 거의 아무것도 이루지 못했다. 4대는 일찍 돌아섰고, 나머지는 안개 낀 풍경 위를 헤매다 포기했다. 악천후로 인해 7월 30일/31일과 8월 2일/3일의 공습은 분산되었다. 8월 8일/9일, 2대의 체펠린이 헐에 대한 9대의 비행선 공습의 일부였다. 여섯 번째 성공적인 런던 공습은 8월 24일/25일에 이루어졌는데, 해군 체펠린 13대가 출격하여 L31이 런던에 도달했다. 낮은 구름 위를 비행하며 웨스트 페리 로드, 뎁트퍼드 드라이 독, 노르웨이 스트리트 역 및 그리니치, 엘섬 및 플럼스테드의 주택에 10분 만에 36개의 폭탄이 투하되었다. 9명이 사망하고 40명이 부상당했으며, 130,203파운드의 피해가 발생했다. L31은 공격으로 손상되지 않았지만, 심한 착륙 후 몇 주간의 수리 작업이 필요했다.
9월 2일/3일, 해군 비행선 12대와 육군 비행선 4대가 잉글랜드를 공격했다. 북해 상공에서 비와 눈 폭풍이 비행선을 흩어지게 했다. 해군 비행선 중 어느 것도 런던에 도달하지 못했고, 육군 비행선 LZ98과 새로운 SL11만이 목표를 달성했다. SL11은 파울니스 상공을 넘어 북서쪽에서 수도를 공격했다. 런던 콜니와 사우스 밈즈에 몇 개의 폭탄을 투하한 후, 오전 1시 50분경 혼시 상공에서 서치라이트에 포착되어 강렬하지만 비효율적인 집중 사격을 받았다. 우드 그린 상공에서 구름 속으로 사라졌지만, 폰더스 엔드를 폭격할 때 월섬 애비의 서치라이트에 다시 포착되었다. 오전 2시 15분경, 그날 밤 하늘에 있던 3대의 항공기 중 한 대가 사정권에 들어왔는데, 서턴스 팜에서 비행하던 윌리엄 리프 로빈슨 중위가 조종하는 B.E.2c였다. 로빈슨은 루이스 기관총으로 3번의 접근에서 각 드럼의 탄약을 발사했다. 로빈슨이 세 번째 드럼을 비우자, 비행선은 선미에서 불타기 시작했고 빠르게 불길에 휩싸였다. SL11은 커플리 근처에 추락했으며, 해군 체펠린 4대의 승무원들이 목격했다. 생존자는 없었다. 영국 땅에 최초로 경식 비행선을 격추하고 최초의 '야간 전투기' 승리를 거둔 공로로 리프 로빈슨은 빅토리아 십자훈장을 받았다. SL11의 조각들은 수거되어 적십자에 의해 부상병을 위한 자금 모금용으로 판매되었다.
SL11의 손실은 영국 공습에 대한 육군의 관심을 종식시켰다. 해군은 9월 23일/24일 12대 체펠린 공습을 감행하며 계속 노력했다. 8대의 구형 비행선은 미들랜즈와 북동부의 목표물을 폭격했으며, 4대의 M급 체펠린 (L30, L31, L32 및 L33)은 런던을 공격했다. L30은 해안을 건너지 않고 바다에 폭탄을 투하했다. 남쪽에서 런던에 접근하던 L31은 켄리와 미첨에 몇 개의 폭탄을 투하한 후 서치라이트에 의해 조명되었다. 스트리덤 상공에 41개의 폭탄이 빠른 속도로 투하되어 7명이 사망하고 27명이 부상당했다. 브릭스턴에 더 많은 폭탄이 투하된 후 강을 건너 레이턴에 10개의 폭탄을 투하하여 8명이 더 사망하고 30명이 부상당했다. L31은 본국으로 돌아섰다. 남쪽에서 접근하던 L32도 엔진 문제로 지연되었다. 세븐오크스와 스완리에 몇 개의 폭탄을 투하한 후 오전 1시경 퍼플리트를 건넜다. 체펠린은 에이블리 및 사우스 오켄든에 폭탄을 투하하면서 대공포 사격에 노출되었다. 오전 1시 10분, 2등 중위 프레드릭 소리가 조종하는 B.E.2c가 L32를 교전했다. 그는 소이탄 3드럼을 발사했고, 빠르게 퍼지는 화재를 일으켰다. 체펠린은 빌러리카이 하이 스트리트를 아슬아슬하게 비껴갔고, 오전 1시 30분 그레이트 버스티드의 그린 팜 레인에서 스네일스 홀 팜에 추락했다. 승무원 22명 전원이 사망했으며, 오버로이트난트-추어-제 베르너 페터슨을 포함한 일부는 불에 타 죽는 것보다 뛰어내리는 것을 선택했다. 목격자들은 패터슨이 지면에 떨어졌을 때에도 여전히 항해 일지를 쥐고 있었다고 말했다. L32의 승무원들은 1916년 9월 27일 그레이트 버스티드 교회에 묻혔다.
L33은 업민스터 상공에 몇 개의 소이탄을 투하한 후 길을 잃고 몇 차례 선회하여 런던 상공으로 향했고 자정 무렵 브롬리에 폭탄을 투하했다. 폭탄이 폭발하기 시작했을 때, 체펠린은 13,000 ft (4,000 m) 상공에 있었음에도 불구하고 벡턴, 완스테드, 또는 빅토리아 공원 중 한 곳에서 발사된 대공포탄에 맞았다. 이제 무게를 줄이기 위해 폭탄을 투하하자, 많은 폭탄이 보톨프 로드와 보우 로드의 주택에 떨어졌다. 비행선이 첼름스퍼드를 향하면서 고도를 계속 잃었고, 켈베돈 해치에서 사격을 받았으며 B.E.2c와 짧게 교전했다. 승무원의 노력에도 불구하고 L33은 오전 1시 15분경 리틀 위그버러의 뉴 홀 코티지스 근처 들판에 강제 착륙했다. 비행선은 불이 붙었고, 승무원들은 펠든에서 경찰에 체포되기 전에 남쪽으로 향했다. 잔해 조사를 통해 영국은 체펠린의 건설에 대한 많은 정보를 얻었으며, 이는 영국 R33급 비행선 설계에 사용되었다. 잔해에서 회수된 250 hp (190 kW) 엔진 하나는 빅커스가 제작한 기계, 즉 당시 저출력이었던 R9의 2개 (4개 중)의 180 hp (130 kW) 엔진을 대체했다.

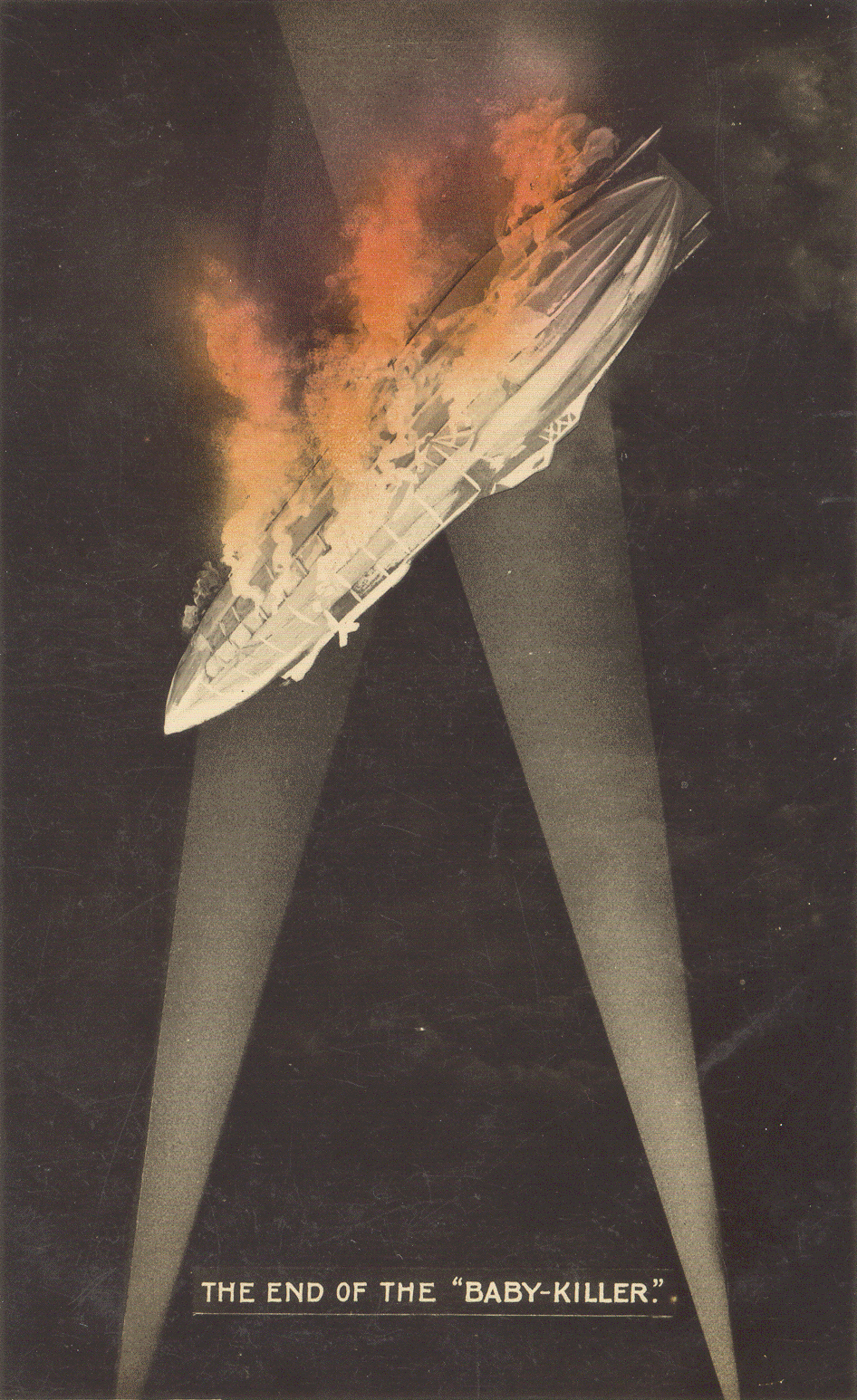

다음 공습은 1916년 10월 1일에 이루어졌다. 11대의 체펠린이 미들랜즈와 런던의 목표물로 출격했다. L31 (15번째 공습으로 런던에 도달한 하인리히 마티)만이 날씨를 극복했다. 서퍽에서 접근하던 L31은 오후 9시 45분경 켈베돈 해치에서 서치라이트에 포착되었다. 방향을 돌려 할로, 스테버니지 및 햇필드를 우회했다. 비행선이 오후 11시 20분경 체스헌트에 접근하자 6개의 서치라이트에 의해 빠르게 포착되었다. 39 비행대 소속의 항공기 3대가 공중에 있었고 접근했다. 2등 중위 울스턴 템페스트가 조종하는 B.E.2c가 오후 11시 50분경 체펠린과 교전했다. 3번의 발사로 L31에 불을 붙이기에 충분했으며, L31은 포터스 바 근처에 추락하여 19명의 승무원 전원이 사망했고, 마티는 뛰어내려 사망했다. 그의 시신은 잔해 근처에서 땅에 약 4 in (10 cm) 박힌 채 발견되었다. 템페스트는 손상된 비행선을 피하기 위해 급강하했고 착륙 시 추락했지만, 부상 없이 살아남았는데, 이는 산소 부족 때문일 수도 있다.
11월 27일/28일, L13, L14, L16, L21, L22, L24, L30, L34(해군 대위 막스 디트리히), L35 및 L36이 참여한 공습은 런던과 잉글랜드 남부를 피하고 미들랜즈와 타인사이드의 목표물을 공격했다. 북해 중간에서 L30은 엔진 문제로 돌아섰다. 다른 비행선들은 두 그룹으로 바다를 건넜는데, 첫 번째 5대의 비행선은 스카버러와 험버강 어귀 사이에 도착했고, 다른 4대는 타인을 향했다. 폭격은 대체로 비효율적이었으며, 4명이 사망하고 37명이 부상당했으며 12,482파운드의 피해를 입혔다. L34는 2등 중위 이안 파이엇이 제36 비행대의 B.E.2c를 조종하여 하틀풀 해안에서 불에 타 격추되었다. L21은 야머스 근처에서 3대의 항공기에 의해 격추되었다. 비행 준위 에드워드 풀링이 이 승리의 공로를 인정받아 무공훈장 (영국) (DSO)을 받았고, 다른 조종사들은 수훈십자장 (DFC)을 받았다. 다음날 LVG CIV가 런던에 대한 첫 독일 비행기 공습을 감행했다. 해군본부를 맞추기를 희망하며 빅토리아역과 브롬턴 로드 사이에 6개의 22 lb (10 kg) 폭탄이 투하되었다.
1916년에는 더 이상의 공습이 없었지만, 해군은 12월 28일에 3대의 비행선을 더 잃었다. SL12는 손상된 채 돌아와 착륙에 실패하여 밤새 알호른에서 강풍에 파괴되었다. 퇴네르에서는 L24를 다루던 지상 요원들이 장비 고장을 겪었고, 비행선은 격납고에 충돌하여 불에 타 L17을 폭발시켰고, 두 대 모두 파괴되었다. 1916년 독일의 손실은 비행선의 고도를 높여 취약성을 줄이려는 시도로 이어졌다. 체펠린은 주로 엔진 하나를 제거하여 무게를 줄였으며, 이는 고도를 16,000 ft (4,900 m) 이상으로 늘렸고, 가벼운 선체 프레임을 가진 새로운 유형이 개발되었다. 1916년 후반, 독일은 비행기를 이용한 영국에 대한 주간 폭격 공세인 튀르켄크로이츠 작전(Unternehmen Türkenkreuz)을 계획하기 시작했다. 최고 육군 지휘부 전투 비행단 3 (카골 3), 별명 잉글랜드 비행대 (England Geschwader)는 하우프트만 에른스트 브란덴부르크의 지휘 아래 6개의 전투 비행대 (Kastas)로 구성되었다.

## 1917년
카골 3은 길스텔에 임시로 주둔했는데, 서부 전선과 영국 항공기에 너무 가까웠고, 독일이 점령한 벨기에로 40 mi (64 km) 후퇴했다. 신트데니스베스트렘에 슈타펠른 13과 14를, 헨트에서 남서쪽으로 4.3 mi (7 km), 그리고 마을 동쪽에 있는 곤트로데에 슈타펠른 15와 16을 배치했다. 고타 항공기가 더 공급되면서 슈타펠른 17과 18은 헨트 북서쪽 마리아케르케로 이동했다. 길스텔은 주요 대체 비행장으로 계속 사용되었고, 고타 착륙 장치의 손상을 줄이기 위해 네 기지는 평탄화되었다.
1917년 첫 공습은 3월 16일/17일 밤에 이루어졌다. 5대의 고고도 체펠린 비행선은 매우 강한 바람을 만났고 목표물에 도달하지 못했다. 귀환 비행 중, 코흐(Koch) 대위가 지휘하는 L39(육군명 LZ86 타입 R)는 엔진 고장을 겪고 프랑스 점령지 상공으로 날아가 대공 사격에 의해 콩피에뉴 근처에서 화염에 휩싸여 격추되었다. 승무원은 전원 사망했고, 이는 육군 공군에게 심각한 타격이었다. 이들은 L24, SL3, LZ86에서 20개월의 경험을 쌓았기 때문이다. 5월 23일/24일, 6대의 체펠린 비행선이 런던을 폭격하기 위해 출격했지만, 강한 바람과 두꺼운 구름 때문에 좌절되었다. 소수의 폭탄이 서퍽에 투하되어 한 명이 사망하고 £599 상당의 피해가 발생했다. 6월 13일 밤에 고타 폭격기와 비행선(그중에는 L45도 있었다)이 영국 상공을 폭격했고, 영국 국민들은 분노했다. 이 공습으로 104명의 사망자를 포함하여 527명의 사상자가 발생했으며, 사망자 중 상당수는 어린이였다. 이 공습으로 어린이 학교가 타격받고 많은 학생들이 사망하자, 다음과 같은 시가 적힌 명판이 세워졌다.
저 작은 학교 아기들, 우리 아이들.

그들의 과제를 멈추고 숨죽여 듣고 있었다네,

영광스러운 태양을 가리는

독일 죽음의 부서지는 천둥소리를.

### 투르켄크로이츠 작전
카골 3은 3월에 첫 고타 G.IV 항공기를 받았고, 훈련 기간을 거쳐 비행 중인 3개 슈타펠른에 18대의 고타 항공기를 보유하게 되었다. 투르켄크로이츠 작전(Unternehmen Türkenkreuz)은 5월 25일 오후 2시에 시작되었다. 벨기에 상공은 대부분 맑았고 구름은 4분의 1 미만이었다. 남서풍은 2,000 ft (610 m)에서 15 mph (24 km/h) 미만, 9,000 ft (2,700 m)에서 20 mph (32 km/h)로 증가하는 약한 바람이었다. 영국 남동부 상공은 맑았고 안개와 구름이 부분적으로 있었으며, 에식스 지역은 특히 흐렸다. 템스강 남쪽은 구름이 흩어져 있었고 남동부 켄트 상공은 맑았다. 카골 3은 런던을 폭격하기 위해 12대의 고타 항공기를 파견했지만, 2대의 고타는 기계적 결함으로 북해 상공에서 회항해야 했다. 오후 4시 45분에 텅 라이트십 승무원들이 10대의 폭격기를 목격했으며, 오후 5시경에 상륙했다. 런던 상공의 구름 때문에 고타 항공기들은 포크스톤과 인근 숀클리프 육군 캠프의 부수 목표물로 우회했다.

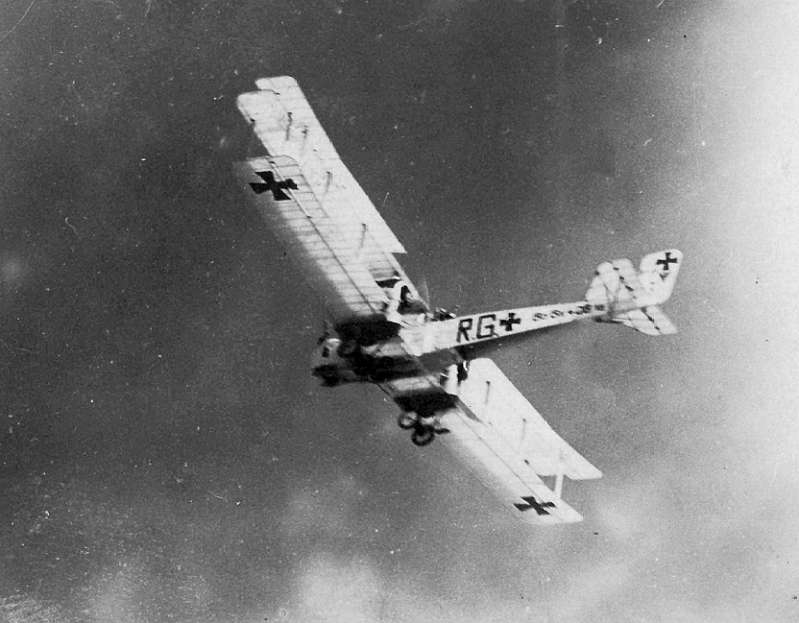

숀클리프와 체리턴에서는 캐나다 병사 17명이 사망하고 93명이 부상당했다. 포크스톤에서는 병사 1명과 남성 15명, 여성 31명, 어린이 25명이 사망했고, 병사 8명, 남성 23명, 여성 48명, 어린이 12명이 부상당했으며, 사상자의 대부분은 쇼핑객들로 가득했던 톤틴 스트리트에서 발생했다. 총 95명이 사망하고 195명이 부상당했다. 편대가 대공포 사격 아래 바다로 날아갈 때, 33대의 RFC와 37대의 RNAS 항공기들이 추격했다. 오후 5시 40분 이전에 데틀링, 베케스본, 스로울리에서 9대의 RFC 항공기가 이륙하여 고타를 보았지만, 그들의 B.E.12는 14,000 ft (4,300 m) 이상으로 상승할 수 없었다. 림프네에서 프랑스로 항공기를 가져가던 페리 조종사는 14,500 ft (4,400 m)에 도달하여 고타를 근거리에서 공격했지만, 그의 총이 발사되지 않았다. 총기 고장을 해결할 때쯤에는 고타는 사거리 밖이었다. 도버에서 오후 6시 20분에 이륙한 RNAS 비행대위 레슬리는 도버와 그라블린스 사이에서 편대를 따라잡아 12,000 ft (3,700 m) 상공에서 고타를 공격했고, 150–50 ft (46–15 m) 거리에서 150발을 발사하여 고타의 동체에 예광탄이 박히고 엔진에서 검은 연기가 나는 것을 목격했다. 레슬리는 또 다른 고타와 교전하여 스핀에 빠졌고 편대와의 접촉을 잃었다. 됭케르크에서 9대의 RNAS 소프위드 펍 항공기가 벨기에 해안 근처에서 폭격기와 교전했다. 나중에 포로로 잡힌 독일 조종사는 고타 한 대가 벨기에 해안에서 격추되었고, 한 대는 벨기에에서 추락했으며, 한 대는 신트데니스베스트렘에 손상된 채 착륙했다고 말했다.

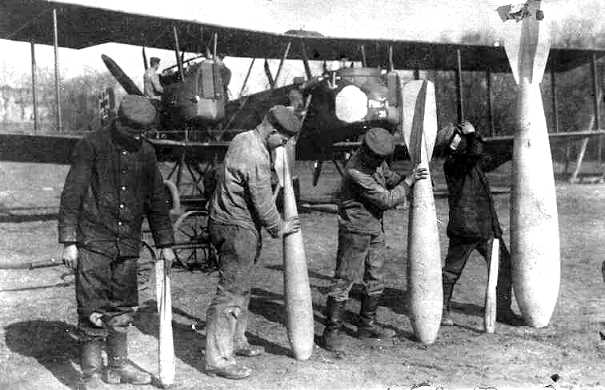

6월 5일의 공격은 날씨 예보 불량으로 켄트주 시어니스로 우회되었지만, 6월 13일 오전 10시에 이륙한 세 번째 공습은 런던에 대한 첫 주간 공습이었다. 계획이 거의 없었기 때문에, 고타 항공기를 요격하려는 초기 시도는 비효과적이었다. 영국에서는 92대의 항공기가 공중으로 떠올랐지만, 폭격기와 교전하기에 충분히 높은 고도로 상승할 수 있는 항공기는 거의 없었다. 훈련 비행대인 35 (훈련) 비행대 소속의 브리스틀 F.2 전투기 1대가 존 콜-해밀턴 대위가 조종하고 C. H. C. 키빌 대위가 관측자로 탑승하여 일포드 상공에서 3대의 고타를 공격했지만, 키빌은 반격에 맞아 즉사했다. 해안 근처의 영국 대공포는 39비행대 소속 T. 그랜트 대위의 항공기를 명중시켰고, 그는 로치퍼드에 강제 착륙했다. 고타 항공기가 비행하는 동안 승무원들은 접근하면서 비행장에서 항공기가 이륙하고 공중에는 대공포 사격에서 나오는 연기가 가득한 것을 볼 수 있었다. 사우스엔드 너머에서, 편대는 소프위드 트라이플레인(114 mph (183 km/h)의 속도로 10,000 ft (3,000 m)까지 10분 소요)에 의해 접근되었지만, 너무 먼 거리에서 발사되어 효과가 없었다. 오스텐더 근처에서 영국 편대가 발견되었고, 한 전투기는 고타에 정면 공격을 가했고, 그 후 소프위드 카멜이 후방에서 공격하여 총격을 가했지만, 여러 대의 고타 항공기의 합동 사격으로 영국 전투기는 쫓겨났다.
이 공습으로 162명이 사망하고 432명이 부상당했다. 사망자 중에는 포플러의 어퍼 노스 스트리트 스쿨 초등학교에 떨어진 폭탄에 의해 사망한 어린이 18명도 포함되어 있었다. 비교적 많은 사상자가 발생한 이유는 주간 공습이 가하는 위협에 대한 대중의 무지 때문인 것으로 보인다. 휴가 중이던 RFC 조종사 찰스 샤보는 다음과 같이 기록했다: "공습은 그렇게 심각한 일이 아니었고, 모두가 거리로 나와 구경했습니다. 그들은 숨거나 피하지 않았습니다." 이것은 전쟁 중 가장 치명적인 공습이었으며, 고타 항공기는 한 대도 손실되지 않았다. 공습 소식은 독일에서 열광적으로 환영받았고, 브란덴부르크는 독일 최고의 군사 훈장인 푸르 르 메리트를 수여받기 위해 베를린으로 소환되었다. 귀환 비행을 위해 이륙할 때, 그의 항공기는 엔진 고장을 겪었고, 브란덴부르크는 심각한 부상을 입었고, 그의 조종사 프리헤어 폰 트로타 대위는 사망했다.
6월 16일/17일 밤, 6대의 체펠린 비행선이 시도한 공습은 어느 정도 성공을 거두었다. 두 대의 비행선은 강풍 때문에 격납고를 떠날 수 없었고, 두 대는 엔진 문제로 회항했다. 영국에 도달한 두 대 중, L42는 램스게이트의 해군 탄약고를 타격했고, 첫 U-급 체펠린 비행선인 L48은 하위치 근처에서 요격되어 로버트 손디 대위가 조종하는 DH.2, F. D. 홀더 중위와 S. 애시비 병장이 조종하는 F.E. 2b, 그리고 피어스 왓킨스가 조종하는 B.E.12의 공격을 받았다. 체펠린 비행선은 서퍽의 시버튼 근처에서 화염에 휩싸여 추락했다. 왓킨스가 승리로 인정받았다.
7월 7일에 22대의 고타 항공기가 추가 공습을 감행하여 지상에서 57명이 사망하고 193명이 부상당했다. 편대에 맞서 100회 출격하여 고타 항공기 1대가 격추되고 3대가 손상되었으며, 전투기 2대가 격추되었다. 펠릭스토와 하위치는 7월 22일에 폭격되었고, 사우스엔드와 슈버리니스는 8월 12일에 폭격되었으며, 고타 항공기 1대가 손실되었고, 4대가 착륙 중 추락했다. 8월 18일에는 불리한 날씨 예보에도 불구하고 전쟁 중 가장 큰 공습이 시도되었다. 28대의 항공기가 이륙하여 곧 예상된 강풍을 만났다. 거의 두 시간 동안 비행했지만, 여전히 제브루게가 보이는 등 진행이 거의 없었다. 한 시간 더 비행한 후 영국 해안이 보였는데, 고타 항공기가 40 mi (64 km)이나 항로를 벗어났다는 것을 알 수 있었다. 벨기에로 돌아갈 연료가 거의 남지 않자, 비행대장은 공격을 취소했다. 강풍으로 인해 항공기 두 대가 북해에 추락했고, 다른 항공기들은 연료가 바닥나 강제 착륙하여 손실되었으며, 두 대는 중립국인 네덜란드에 착륙했다. 8월 22일, 15대의 항공기가 마게이트와 도버를 공격하기 위해 출격했다. 5대는 북해 상공에서 회항했고, 나머지는 아일 오브 새닛 상공에서 심한 대공포 사격과 전투기 공격을 받았다. 고타 항공기 두 대가 거의 즉시 격추되었고, 세 번째 항공기는 도버 상공에서 격추되었다.

### 야간 폭격

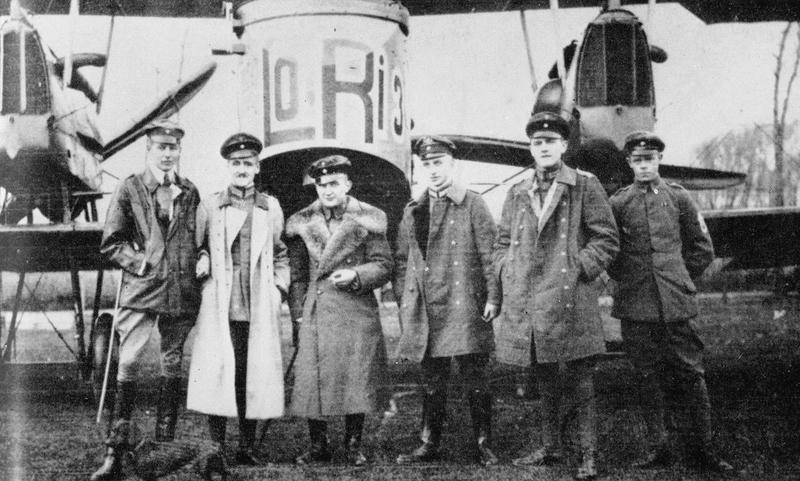

영국의 개선된 방공망은 카골 3이 야간 폭격으로 전환하도록 강요했다. 처음에는 개선된 항공기로 재무장할 때까지 임시적인 것으로 의도되었지만, 고타 G V는 G IV보다 나을 것이 없었다. G V와 이후의 고타 모델, 심지어 20,000–23,000 ft (6,000–7,000 m) 고도에 도달하도록 제작된 G VII도 주간 폭격으로 복귀할 수 있을 만큼 충분한 수가 공급되지 않았다. 야간 공습은 요격기와 대공포 사격으로부터 어느 정도 보호를 제공했지만, 항법과 착륙을 훨씬 더 복잡하게 만들었다. 많은 손상된 항공기들이 간신히 비행장으로 돌아왔지만 착륙 사고로 손실되었다.
첫 야간 공격은 9월 3일/4일에 5대의 고타 항공기가 채텀을 대상으로 실험적으로 감행한 공습이었다. 날씨는 부분적으로 구름이 끼었지만 좋았고, 바람은 2,000 ft (610 m)에서 10 mph (16 km/h) 미만, 10,000 ft (3,000 m)에서 20 mph (32 km/h)였다. 오후 10시 35분에 켄트주 웨스트게이트에 상륙하여 남동쪽으로 향했다. 항공기가 아일 오브 새닛 상공을 비행하면서 두 개의 26 lb (12 kg) 폭탄을 투하했는데, 이는 농장에 떨어졌다. 다섯 개의 폭탄이 세인트 피터스 들판과 정원에 떨어져 여러 창문을 손상시켰다. 한 대의 항공기는 오후 10시 45분에 바다로 날아갔고, 다른 항공기는 템스강 하구를 따라 비행하는 4대의 항공기와 합류했다. 편대에서 떨어진 26 lb (12 kg) 폭탄이 오후 11시 10분에 채텀에 떨어졌고, 다른 하나는 로체스터 가스 공장의 진흙 속에 아무런 피해 없이 떨어졌다. 110 lb (50 kg) 폭탄이 마을의 RNAS 병영 근처에 떨어졌고, 두 개는 수백 명의 남성 수용에 사용되던 훈련장에 명중했다. 폭발로 130명의 해군 병사가 사망하고 88명이 부상당했으며, 탑 시계는 오후 11시 12분에 멈췄다. 또 다른 26 lb (12 kg) 폭탄이 병영 옆에 떨어져 경미한 손상을 입혔고, 두 개의 110 lb (50 kg) 폭탄이 부두의 열린 공간에 떨어졌으며, 그 후 세 개의 26 lb (12 kg) 폭탄이 더 떨어졌는데, 하나는 학교 지붕에 폭발하여 큰 손상을 입혔다. 두 번째 26 lb (12 kg) 폭탄은 일부 창문을 깨뜨렸고, 세 번째는 샐리 포트 근처에 떨어져 5명에게 부상을 입혔는데, 한 명은 치명적이었다. 질링엄과 루턴의 여러 창문에 더 많은 폭탄이 떨어졌지만 거의 효과가 없었다. 한 여성이 110 lb (50 kg) 폭탄에 의해 사망하고 두 명이 부상당했지만, 나머지 떨어진 모든 폭탄은 한 소년에게 부상을 입히고 일부 재산을 손상시키는 데만 그쳤다. 채텀 남쪽에서는 두 개의 26 lb (12 kg) 폭탄이 더 떨어졌지만 효과는 없었다. 지역 대공포는 어둠 속에 보이지 않는 폭격기와 교전하지 않았다. RNAS 병영 폭격은 전쟁 중 최악의 사망자 수를 기록했다.
야간 방어의 미비에 고무되어 다음날 밤 런던에 대한 공습이 감행되었다. 출격한 11대의 항공기 중 9대가 영국에 도달했고, 5대가 런던까지 진격했다. 18대의 영국 방어 출격이 있었지만 아무도 접촉하지 못했다. 방어 비행은 소프위드 카멜 항공기를 포함하여 해당 기종을 야간에 비행하는 것이 실용적임을 입증했다는 점에서 중요했다. 고타 항공기 한 대가 돌아오지 못했는데, 아마도 로체스터 근처 보스털 요새의 대공포 사격에 격추된 것으로 보인다. 9월 말에 여섯 차례의 공습이 뒤따랐다. 여기에는 501 리젠플루크초이크-압타일룽(Riesenflugzeug-Abteilung)의 거대한 Riesenflugzeuge가 영국을 처음으로 공습한 것이 포함되었다. 9월 24일 16대의 고타 항공기가 출격하여 13대가 영국에 도달했고, 대부분 도버와 켄트주의 다른 목표물을 폭격했으며, 런던에 도달한 항공기는 5대에 불과했다. 이것은 미들랜즈에 대한 실패한 체펠린 공격과 동시에 발생했다. 다음날 밤 15대의 고타 항공기가 출격했지만 비슷한 결과였고, 런던에 도달한 항공기는 3대에 불과했다. 폭격기 한 대가 북해에 추락했는데, 아마도 78 비행대의 더글라스 벨과 조지 윌리엄스가 조종한 소프위드 1½ 스트러터의 희생자였을 것이다. 9월 28일 25대의 고타 항공기와 2대의 리젠플루크초이크가 이륙했지만, 대부분 악천후로 인해 회항했다. 3명이 부상당하고 £129의 피해가 발생했으며, 3대의 고타 항공기가 손실되고 6대가 착륙 중 손상되었다.
다음 날 밤, 7대의 고타와 3대의 리젠플루크초이크가 이륙하여 40명이 사망하고 87명이 부상당했으며, 항공기 1대를 손실했다. 이때 런던 시민들은 완전히 불안해했으며, 최대 30만 명이 지하철역으로 대피했고, 다른 사람들은 런던을 떠나 이용 가능한 숙소, 심지어 들판에서 잠을 잤다. 9월 30일 11대의 고타가 런던을 공습하기 위해 출격했고, 10월 1일에는 18대가 출격하여 11대가 영국에 도달했다. 영국 대공포는 14,000발 이상을 발사했지만 한 발도 명중시키지 못했다. 이제 포탄은 부족했고, 많은 포는 너무 많은 포탄을 발사하여 포신이 마모되었다. 정부는 잠수함으로부터 상선을 무장하는 데 사용되던 새로운 3 in (76 mm) 포를 런던 방어에 재배치했다. 또한 포격은 지상의 사람들에게도 위험하다는 것이 입증되었는데, 그 주에는 8명이 사망하고 67명이 더 파편에 부상당했다.

### '고요한' 체펠린 런던 공습
체펠린 비행선이 런던을 마지막으로 공격한 것은 1917년 10월 19일 밤이었다. 마지막 체펠린 공습 이후 12개월이 지났으며, 그동안 독일 비행선의 고도는 기존 항공기가 도달할 수 없는 높이로 개선되었다. 또한 하부에는 특수 비반사 검은색 페인트가 칠해져 탐조등에 거의 보이지 않게 되었다. 와트퍼드 북쪽에 오후 9시경부터 폭탄 몇 발이 떨어졌다는 보고가 있었음에도 불구하고, LZ85를 포함한 최대 11대의 체펠린 비행선이 북쪽에서 런던으로 접근했다. 바람은 북서쪽에서 강해지고 있었다. 런던 방공구역 서부 하위 섹션 사령관인 앨프레드 롤린슨 중령(왕립항공클럽 비행사 면허 3호 소지자이자 헨리 롤린슨 경의 형제)은 비행선들이 엔진을 끌 가능성이 있다고 추측했다. 바람에 조용히 실려 런던 중심부 상공을 비행하며 감지되지 않은 채 폭탄을 투하할 것이라고 예상했다.
롤린슨은 런던 지역의 모든 탐조등을 끄라고 명령했는데, 이는 그들이 '게임의 판도를 뒤집을 것'이라고 생각했기 때문이다. 오후 11시 30분경 웨스트엔드 중심부에 폭탄이 떨어져 피카딜리 서커스의 스완 앤 에드거 건물을 파괴했지만, 지상 방어는 침묵을 지켰다. 몇 분 후 그로브 파크 (루이샴)에 또 다른 폭탄이 떨어졌지만, 기만 작전은 성공했다. 런던은 최대 200개의 폭탄을 피했다. 체펠린 비행선 중 어떤 것도 윌란반도의 기지로 돌아가지 못했다. 강해지는 폭풍에 휩쓸려 한 대는 10월 18일 오전 7시경 독일 국경 근처 륀빌에서 프랑스 대공포에 격추되었고, 다른 한 대는 추격하는 항공기에 의해 프랑스 서부 부르본레뱅 근처에서 오전 9시 20분에 강제 착륙했으며, 두 대는 프랑스 남서부 오트잘프주의 갑 근처에서 오후 2시에 추락하여 화재로 파괴되었다. 세 대는 바다로 실려 나가 연료가 바닥나 지중해 상공에서 모든 승무원과 함께 실종되었다.

### 추가 고타 공습
RNAS와 RFC는 신트데니스베스트렘과 곤트로데의 독일 폭격기 비행장에 폭격 공격을 감행하여 비행대를 마리아케르케와 오스탁커로 재배치하도록 강요했고, 참모 본부는 헨트로 이전했다. 영국에 대한 다음 공습은 10월 29일에 이루어졌으며, 3대의 항공기가 출격하여 2대는 날씨 때문에 칼레로 우회했고, 3번째 항공기는 에식스 해안에 폭탄을 투하했다. 다음 날 밤 대규모 공습이 감행되었으며, 폭탄 탑재량에는 새로운 10 lb (4.5 kg) 소이탄이 대량 포함되었다. 22대의 고타 항공기가 이륙했으며, 그 중 절반 이상이 켄트주에 폭탄을 투하했지만, 램스게이트의 가스 저장고 파괴 외에는 거의 효과가 없었다. 런던 동부 교외에도 폭탄이 투하되었지만, 많은 소이탄이 발화에 실패했고, 5대의 항공기가 착륙을 시도하다 추락했다.
11월에는 악천후로 인해 공습이 불가능했고, 고타 승무원들은 훈련 비행에 몰두했다. 공습이 악천후를 만날 가능성을 줄이기 위해, 12월에 독일은 무선 장비를 갖춘 룸플러 C.IV를 보내 영국 해안에서 기상 관측을 시작했다. 12월 5일 날씨가 개어 19대의 고타 항공기와 2대의 리젠플루크초이크가 파상적으로 공격했다. 공습으로 인한 사상자는 적었지만, 주로 런던에서 £100,000 이상의 피해가 발생했다. 2대의 고타 항공기는 대공포 사격에 격추되었고, 한 대는 엔진 문제로 로치퍼드 비행장에 착륙을 시도하다 접근 중 나무를 들이받고 추락했다. 두 번째 항공기는 캔터베리 근처에 추락했고, 두 경우 모두 승무원 전원이 생존했지만, 세 번째 항공기와 승무원은 실종되었다.

## 1918년
잉글랜드 비행대는 1월 17일에 승무원 두 명이 비행기를 시험하다가 사망하면서 불운한 새해를 맞이했다. 1월 25일에는 안개 때문에 공습이 취소되었으나, 1월 28일 보름달 기간 동안 13대의 고타와 2대의 리젠플루크초이크가 맑은 하늘로 이륙했지만, 짙은 안개가 퍼지기 시작했다. 고타 6대는 영국에 도착하기 전에 회항했고, 나머지는 오후 8시경에 상륙했다. 100회 이상의 영국 야간전투기 출격이 있었으며, 이로 인해 고타 1대가 왕립 비행군단 40 비행대 소속 소위 찰스 뱅크스와 조지 핵윌이 조종하는 두 대의 소프위드 카멜의 협동 공격을 받아 격추되었다. 이는 영국 상공에서 고타 폭격기에 대한 야간 전투기의 첫 승리였다. 두 조종사는 모두 비행십자훈장을 받았다. 두 전투기는 기술국 소속 H. B. 님 중위가 발명한 새로운 조준경을 장착했다. 이 장치는 조명 링 조준경으로, 고타의 날개폭 77피트를 100야드 거리에서 채우도록 링 크기가 설정되어 있어 사격 개시 최적 거리였다. 자이언트는 고타의 두 배에 달하는 날개폭을 가지고 있었는데, 영국 조종사들은 이를 알지 못하여 사정권 밖에서 사격을 개시했을 수도 있다.
폭격으로 67명이 사망하고 166명이 부상을 입었다. 사상자 중 14명은 대피소 입장을 기다리던 사람들이 폭격 경고용으로 터뜨린 마룬 (로켓)을 폭탄 폭발로 오인하여 발생한 압사 사고로 사망했으며 14명이 부상했다. 또 다른 11명은 폭발한 대공포 파편에 의해 부상했다. 다른 많은 사상자는 대피소로 사용되던 롱 에이커의 오덤스 인쇄소에 떨어진 300kg 폭탄에 의해 발생했다. 1917년 말의 손실 이후, 고타 비행대는 고타 1대 손실과 착륙 사고로 인한 4대 추가 손상으로 영국에 대한 작전을 중단했으며, 비행대 재편성과 항공기 및 승무원 교체가 진행되었다.
다음날 밤, 고타의 호위 없이 자이언트만으로 이루어진 첫 공습이 감행되었다. Rfa 501 소속 항공기 4대가 고트로데와 생 드니-웨스트렘에서 각각 1000kg의 폭탄을 싣고 이륙했다. R12는 해협 상공에서 엔진 문제로 회항하여 프랑스 그라블린 근처 영국군 진지에 폭탄을 투하했다. R25, R26, R39는 템스강 어귀 북쪽의 영국 해안을 넘어섰다. 자이언트 엔진 소리에 오인된 관측병들은 최소 15대의 항공기가 떠 있다는 경고를 보냈고, 80대의 전투기가 긴급 출격했다. R26은 엔진 두 대에 문제가 생겨 빌러리케이 상공에서 대공포 사격에 회항할 수밖에 없었고, 로어레스, 선더슬리, 레이리 (에식스주)와 블랙워터강 (에식스주)과 마게이트의 해상에 폭탄을 투하했다. 세 채의 주택이 파손되었고 로어레스의 농장 건물도 손상되었다.
런던에 접근하던 자이언트 한 대가 37 비행대 소속 B.E.12에 의해 12,000피트 상공에서 공격받았고, 두 항공기는 서로에게 타격을 입혔다. 자이언트는 서쪽으로 방향을 틀어 아일워스, 큐 (런던), 브렌트퍼드에 폭탄을 투하하여 여러 채의 주택에 피해를 입히고 10명을 죽이고 10명을 부상시켰다. 자이언트가 본국으로 돌아가던 중 그레이브젠드 상공에서 공격받았고, 공격기는 100발을 발사한 뒤 예광탄이 프로펠러 블레이드에 맞아 야간 시야를 잃은 뒤 공격을 중단했다. 또 다른 자이언트는 에식스주의 노스 벤플리트 상공에서 접근하는 것이 포착되었다. 조종사 4명이 자이언트를 공격했고, 자이언트 승무원들은 아무런 효과 없이 원스테드 근처에 폭탄을 투하했다. 영국 조종사들은 자이언트가 이스트처치 해안에 도달할 때까지 공격을 계속했지만, 자이언트는 계속 날아갔다.
Rfa 501은 2월 16일/17일 밤에 다시 공격하여 항공기 4대가 영국에 도착했고, 그중 한 대는 런던 빅토리아역을 목표로 한 1000kg 폭탄을 실었는데, 왕립 병원 첼시에서 반 마일 떨어진 곳에 떨어졌다. 다음 날 밤에는 한 항공기가 공격하여 세인트 팬크러스역을 타격했고, 21명이 사망하고 32명이 부상을 입었다. 또 다른 자이언트 공습은 3월 7일에 발생했다. 항공기 5대가 영국에 도착했고, 그중 한 대는 1000kg 폭탄을 실었는데, 패딩턴역 근처 워링턴 크레센트에 떨어졌다. 사망자 중에는 인기 있는 전시 노래인 Keep the Home Fires Burning의 가사를 쓴 레나 포드도 포함되었다.
3월 12일, 체펠린 비행선 5대가 미들랜드를 공습하려 했으나, 역풍으로 인해 위치를 오판하여 2대는 바다에 폭탄을 투하했고, 나머지는 헐 지역을 공습했으나 별다른 효과는 없었다. 그들의 지휘관들은 자신들이 리즈 상공에 있다고 생각했다. 다음 날 밤에도 또 다른 공습이 시도되었으나, 3대 중 1대만이 영국에 도달하여 하틀풀을 폭격했다. 이 폭격으로 8명이 사망했으며, 왕립 비행군단 조종사 한 명은 딥턴 (더럼주) 근처 폰톱 파이크에 추락하여 사망했다. 4월 12일에도 세 번째 비행선 공습이 있었는데, 비행선이 비행한 고도와 날씨로 인해 항법 문제가 발생했다. 미들랜드 지역의 도시들에 대한 공격이 주장되었음에도 불구하고, 대부분의 폭탄은 인적이 없는 지역에 떨어졌다. 7명이 사망하고 20명이 부상을 입었으며, 11,673파운드의 피해가 발생했다.
3월 중순까지 고타 비행대는 공습을 재개할 준비가 되어 있었지만, 3월 21일에 시작된 독일 춘계 공세를 지원해야 했으며, 칼레, 됭케르크, 불로뉴, 그리고 병력 집결지와 철도를 폭격하는 데 사용되었다. 5월 9일, Rfa 501은 도버를 폭격하려던 항공기 4대가 재앙을 겪었다. 강풍으로 인해 해협 상공에서 귀환 명령이 내려졌지만, 그때는 이미 기지에 안개가 깔려 있었다. 한 대는 안전하게 착륙했고, 두 번째 항공기는 승무원들이 추락에서 살아남았지만 항공기는 전손되었고, 나머지 두 대는 각 승무원 중 한 명을 제외하고 모두 사망하며 추락했다.
전쟁 중 마지막이자 가장 큰 항공기 공습은 1918년 5월 19일 밤에 일어났는데, 고타 38대와 자이언트 3대가 런던을 목표로 이륙했다. 고타 6대가 야간 전투기와 대공포 사격에 격추되었고, 7번째 항공기는 런던 비긴힐 공항에서 출격한 141 비행대 소속 브리스톨 전투기에 의해 요격된 후 강제 착륙했다. 에드워드 터너 중위와 헨리 바와이즈 중위는 고타와 오랜 교전을 벌였다. 이는 비긴힐 기지의 전쟁 첫 승리였으며, 터너와 바와이즈는 비행십자훈장을 받았다. 영국은 2,700파운드의 폭탄이 투하된 것으로 추정했지만, 독일 수치는 3,200파운드였다. 49명이 사망하고 177명이 부상당했으며, 피해액은 117,317파운드로 집계되었다.
이 공습 이후, 카골 3과 Rfa 501은 주로 육군 지원 임무를 수행했다. 1kg B-1E 소이탄 개발은 화염 계획이라는 프로젝트로 이어졌는데, 이는 독일의 모든 중폭격기 편대를 사용하여 런던과 파리 상공을 파도처럼 비행하며 실을 수 있는 모든 소이탄을 투하하고, 다시 기지로 돌아와 재무장하여 격추되거나 승무원들이 너무 지쳐 비행할 수 없을 때까지 다시 공격하는 것을 포함했다. 연합군이 평화를 간청하도록 두 수도를 끌 수 없는 화염 속에 파괴하려는 희망이었다. 수천 개의 엘렉트론 폭탄이 폭격기 기지로 운반되었고, 작전은 8월과 1918년 9월 초로 예정되었지만, 두 번 모두 마지막 순간에 이륙 명령이 취소되었다. 아마도 연합군의 보복에 대한 두려움 때문이었을 것이며, 독일은 항복 직전에 있었다.
영국에 대한 마지막 체펠린 공습은 1918년 8월 5일에 일어났는데, 4대의 체펠린 비행선이 미들랜드와 잉글랜드 북부의 목표물을 폭격했다. 비행선들은 어두워지기 전에 영국 해안에 도달했고, 오후 8시 10분 해피스버러에서 북동쪽으로 30마일 떨어진 리먼 테일 등선에 의해 목격되었지만, 방어 항공기는 오후 8시 50분까지 경보를 받지 못했다. 짙은 구름에도 불구하고, 두 대의 항공기가 독일 제국 해군 비행선 사령관페터 슈트라서가 관측병으로 탑승한 신형 L70을 요격했다. 체펠린 비행선은 생존자 없이 화염에 휩싸여 격추되었다. 에그버트 캐드버리와 로버트 레키 (비행사)가 DH.4를 타고 이 승리를 거두었다. 나머지 비행선들은 항법 정보를 위해 무선 방위에 의존하여 맹목적으로 폭탄을 투하했고, 육지에는 폭탄이 떨어지지 않았다. L70의 잔해를 인양하려는 시도가 있었고, 대부분의 구조물이 해안으로 운반되어 영국에 많은 기술 정보를 제공했다. 승무원들의 시신은 바다에 매장되었다.

## 내용주
1. ↑  체펠린의 생산 번호는 전쟁 중 건조된 비행선의 경우 LZ1부터 LZ112까지 순서대로 매겨졌다. 해군은 체펠린에 접두사 L을 사용했고, 육군은 Z를 사용했으며, 나중에는 LZ로 수정되었지만 체펠린 회사에서 사용하는 생산 번호와 항상 일치하지는 않았다. 쉬테-란츠 비행선은 SL1부터 SL22까지 항상 SL이었다.[19]
2. ↑  육군 비행선 LZ77은 던위치 해안에서 오후 8시 40분에서 10시 40분 사이에, 그리고 도버 해안에서 들렸는데, 갤로퍼 등대선 근처에서 폭발한 폭탄은 이 비행선이 투하한 것으로 여겨졌다.[36]
3. ↑  몇 달 후, 노르웨이의 마르스트란트 근처에서 뢰베의 최종 보고서가 담긴 병이 발견되었다. 보고서에는 경도 3° 동쪽 바다에 L19가 있다고 기술되어 있었다. 엔진 3개가 고장 났고 역풍으로 귀환이 지연되었다. 네덜란드 해안에서 소총 사격에 노출되었고, 동시에 엔진 3개가 고장 났다. "이제 오후 1시경, 우리의 마지막 시간이 다가오고 있습니다. 뢰베."[44]
4. ↑  SL11은 공식적으로 그리고 언론에서 체펠린 L21 (LZ61의 육군 명칭)으로 기술되었다. 당국이 그것이 SL11이라는 것을 알고 있었음에도 불구하고 이 불일치는 수십 년 동안 지속되었다. 1984년, 레이 리멜은 이러한 혼란의 이유가 증오스럽고 두려운 체펠린 "아기 살해자"의 격추가 거의 알려지지 않은 쉬테-란츠 유형의 파괴보다 대중에게 더 좋은 선전 효과를 낼 것이라는 영국 당국의 계산 때문이라고 추측했다.[59][출처 필요]
5. ↑  독일 기록에 따르면 Flugzeugführer Leutnant der Reserve 한-헤니히 파르샤우, beobachter Oberleutnant der Reserve 쿠르트 파울 클리만, bordschütze Unteroffizier 알프레트 딕하우트 등 Kagohl 3 소속 3명이 사망했다.[76]
6. ↑  1938년에 항공 준장 라이오넬 찰턴은 이 공습을 "전쟁사에서 새로운 시대의 시작"이라고 묘사했다.[84]

## 참고 자료
책
- Baughen, G. (2014). 《Blueprint for Victory: Britain's First World War Blitzkrieg Air Force》. Stroud: Fonthill Media. ISBN 978-1-78155-392-3.
- Boyne, Walter J. (2003). 《The Influence of Air Power on History》. Gretna, LA: Pelican. ISBN 978-1-58980-034-2. 2021년 9월 24일에 확인함 – Archive Foundation 경유.
- Bruce, J. M. (1996).  Rimmell, R. L., 편집. 《Vickers FB5》. Windsock Datafile (56). Berkhamstead: Albatros Productions. ISBN 0-948414-75-8.
- Castle, I. (2008). 《London 1914–1917: The Zeppelin Menace》. Campaign (193). Oxford: Osprey. ISBN 978-1-84603-245-5.
- Charlton, Lionel (1938). 《The Air Defence of Britain》. Penguin Special S8. London: Penguin. OCLC 1112518701.
- Cole, Christopher; Cheesman, E. F. (1984). 《The Air Defence of Britain 1914–1918》. London: Putnam. ISBN 0-370-30538-8.
- Fegan, Thomas (2002). 《The Baby Killers: German Air Raids on Britain in the First World War》. London: Leo Cooper. ISBN 978-0-85052-893-0.
- Fredette, Raymond H. (1976). 《The Sky on Fire: The First Battle of Britain 1917–1918》. New York: Harvest. ISBN 0-15-682750-6.
- Grosz, Peter (2000). 《Gotha G.I》. Windsock Datafile (83). Berkhamsted: Albatros. ISBN 978-1-902207-25-4.
- Hanson, Neil (2008년 5월 19일). 《First Blitz: The Secret German Plan to Raze London to the Ground in 1918》. London: Doubleday. ISBN 978-0-385-61170-1.
- Hanson, Neil (2009) [2008 Doubleday]. 《First Blitz: The Secret German Plan to Raze London to the Ground in 1918》 paperback판. London: Corgi Books. ISBN 978-0-552-15548-9. 2021년 9월 23일에 확인함 – Archive Foundation 경유.
- Hare, P. R. (1999). 《Aeroplanes of the Royal Aircraft Factory》. Crowood Aviation. Marlborough: The Crowood Press. ISBN 1-86126-209-4.
- Hyde, Andrew (2012년 10월 18일). 《The First Blitz: The German Air Campaign Against Britain, 1917–1918》. Pen & Sword Military. ISBN 978-1-78159-124-6.
- Jones, H. A. (2009d) [1928]. 《The War in the Air, Being the Story of the Part played in the Great War by the Royal Air Force》. History of the Great War Based on Official Documents by Direction of the Historical Section of the Committee of Imperial Defence II Imperial War Museum Department of Print Books a Naval & Military Press판. London: Clarendon Press. ISBN 978-1-84342-413-0 – Archive Foundation 경유.
- Jones, H. A. (2009a) [1931]. 《The War in the Air, Being the Story of the Part played in the Great War by the Royal Air Force》. History of the Great War Based on Official Documents by Direction of the Historical Section of the Committee of Imperial Defence III pbk. facs. repr. Imperial War Museum Department of Print Books a Naval & Military Press, Uckfield판. London: Clarendon Press. ISBN 978-1-84342-414-7 – Archive Foundation 경유.
- Jones, H. A. (2009c) [1935]. 《The War in the Air Being the Part played in the Great War by the Royal Air Force》. History of the Great War Based on Official Documents by Direction of the Historical Section of the Committee of Imperial Defence V pbk. facs. repr. Imperial War Museum Department of Print Books a Battery Press, Uckfield판. London: Clarendon Press. ISBN 978-1-84342-416-1 – Archive Foundation 경유.
- Jones, H. A. (2009e) [1934]. 《The War in the Air Being the Part played in the Great War by the Royal Air Force Appendices》. History of the Great War Based on Official Documents by Direction of the Historical Section of the Committee of Imperial Defence VI pbk. facs. repr. Imperial War Museum Department of Print Books a Battery Press, Uckfield판. London: Clarendon Press. ISBN 978-1-84342-411-6 – Archive Foundation 경유.
- Liddell Hart, Basil Henry (1934). 《A History of the World War 1914–1918》. Faber and Faber. OCLC 153788390.
- Parker, N. J. (2019a) [2015]. 《Gott Strafe England: The German Air Assault against Great Britain 1914–1916》 I 2 pbk.판. Warwick: Helion. ISBN 978-1-911628-37-8.
- Parker, N. J. (2019) [2016]. 《Gott Strafe England: The German Air Assault against Great Britain 1914–1918》 II 2 pbk.판. Warwick: Helion. ISBN 978-1-911628-39-2.
- Rawlinson, Alfred; Scott, Percy (1923). 《The Defence of London: 1915–1918》 2판. London, New York: Andrew Melrose. OCLC 906277649 – Archive Foundation 경유.
- Rimell, Raymond Laurence (1984). 《Zeppelin! A Battle for Air Supremacy in World War I》. London: Conway Maritime Press. ISBN 978-0-920002-27-8.
- Robinson, Douglas H. (1994) [1971]. 《The Zeppelin in Combat: A History of the German Naval Airship Division, 1912–1918》. Schiffer Military/Aviation History 3 illus. Schiffer, Atglen PA판. Henley-on-Thames: Foulis. ISBN 978-0-88740-510-5.
- Storey, N. R. (2015). 《Zeppelin Blitz: The German Air Raids on Great Britain during the First World War》 ebook판. Stroud: The History Press. ISBN 978-0-7509-6321-3.

## 같이 보기
- Baughen, G. (2016). 《The Rise of the Bomber: RAF–Army Planning 1919 to Munich 1938》. Stroud: Fonthill Media. ISBN 978-1-78155-493-7.
- Buttlar-Brandenfels, Horst Julius Freiherr Treusch von (1932). 《Zeppelins Over England》. New York: Harcourt Brace. OCLC 1837977.
- Castle, Ian (2015). 《The First Blitz: Bombing London During WWI》. Oxford: Osprey. ISBN 978-1-4728-1529-3.
- Dockrill, M.; French, D., 편집. (1996). 《Strategy and Intelligence: British Policy during the First World War》. London: The Hambledon Press. ISBN 1-85285-099-X.
- Echevarria II, Antulio J. (2007). 《Imagining Future War: The West's Technological Revolution and Visions of Wars to Come, 1880–1914》. War, Technology and History. Westport, Connecticut: Praeger Security International. ISBN 978-0-275-98725-1.
- Faulknor, N.; Durrani, N. (2008). 《In Search of the Zeppelin War: The Archaeology of the First Blitz》. Stroud: Tempus Publishing (The History Press). ISBN 978-0-7524-4182-5.
- Grey, P. L.; Thetford, O (1987) [1962]. 《German Aircraft of the First World War》 2 rev.판. London: Putnam. ISBN 978-0-85177-809-9.
- Griehl, M.; Dressel, J. (1990). 《Zeppelin! The German Airship Story》. London: Arms and Armour Press. ISBN 978-1-85409-045-4.
- Haddow, G. W.; Grosz, Peter M. (1988) [1962]. 《The German Giants: The German R-Planes, 1914–1918》 3판. London: Putnam. ISBN 978-0-85177-812-9.
- Herris, Jack (2014). 《German G-Type Bombers of WWI: A Centennial Perspective on Great War Airplanes》. Charleston, SC: Aeronaut Books. ISBN 978-1-935881-26-1.
- Hippler, Thomas (2013). 《Bombing the People: Giulio Douhet and the Foundations of Air-Power Strategy, 1884–1939》. Cambridge Military Histories. Cambridge: Cambridge University Press. ISBN 978-1-107-03794-6.
- Hoeppner, E. W. von (1994) [1921]. 《Deutschlands Krieg in der Luft: Ein Rückblick auf die Entwicklung und die Leistungen unserer Heeres-Luftstreitkräfte im Weltkriege》 [독일 공중전: 세계 대전 중 우리 육군 공군의 발전과 업적에 대한 회고] (독일어). 번역 Larned, J. Hawley hbk. facs. repr. Battery Press판. Leipzig: K. F. Koehle. ISBN 0-89839-195-4.
- Jones, H. A. (2009b) [1934]. 《The War in the Air: Being the Story of the Part played in the Great War by the Royal Air Force》. History of the Great War Based on Official Documents by Direction of the Historical Section of the Committee of Imperial Defence IV pbk. facs. repr. Imperial War Museum Department of Print Books a Battery Press, Uckfield판. London: Clarendon Press. ISBN 978-1-84342-415-4. 2021년 9월 23일에 확인함 – Archive Foundation 경유.
- Morris, Joseph (1993) [1925]. 《German Air Raids on Britain 1914–1918》 facs. repr. Naval & Military Press판. London: Sampson Low. ISBN 978-1-84342-149-8.
- Mower, M. (2008). 《Zeppelin over Suffolk: The Final Raid of the L48》. Barnsley: Pen & Sword Aviation. ISBN 978-1-84415-737-2.
- Neumann, G. P. (1920). 《Die deutschen Luftstreitkräfte im Weltkriege unter Mitwirkung von 29 Offizieren und Beamten des Heeres-und-Marine-Luftfahrt》 [세계 대전 중 독일 공군: 역사, 발전, 조직, 항공기, 무기 및 장비, 1914–1918] (독일어) trans. abr.판. Berlin: Verlag Ernst Siegfried Mittler & Sohn. OCLC 773250508. 2021년 11월 7일에 확인함 – Archive Foundation 경유.
- Raleigh, W. A. (1969) [1922]. 《The War in the Air: Being the Story of the Part played in the Great War by the Royal Air Force》. History of the Great War Based on Official Documents by Direction of the Historical Section of the Committee of Imperial Defence I repr. Hamish Hamilton판. Oxford: Clarendon Press. OCLC 785856329. 2021년 9월 23일에 확인함 – Archive foundation 경유.
- Rimell, R. L. (2006). 《The Last Flight of the L48: The True Story of Theberton's Zeppelin》. A Windsock Datafile Special. Berkhamstead: Albatros Publications. ISBN 1-902207-79-3.
- Steel, Nigel; Hart, Peter (1997). 《Tumult in the Clouds: The British Experience of the War in the Air 1914–1918》. London: Hodder & Stoughton. ISBN 978-0-340-63845-3.
- White, J. (2014). 《Zeppelin Nights: London in the First World War》 e-book판. London: The Bodley Head. OCLC 1151873610.

저널
- Goebel, Stefan; White, Jerry (2016). 《London and the First World War》 (PDF). 《The London Journal》 41. 199–218쪽. doi:10.1080/03058034.2016.1216758. OCLC 54616938. S2CID 159584322.